# Cour pénale internationale
Pour les articles homonymes, voir CPI et ICC.
Ne doit pas être confondu avec Cour internationale de justice ou Tribunal pénal international.
La Cour pénale internationale (CPI ; en anglais International Criminal Court ou ICC) est une juridiction pénale internationale permanente, et à vocation universelle, chargée de juger les personnes accusées de génocide, de crime contre l'humanité, de crime d'agression et de crime de guerre. La Cour inscrit également son action dans une dimension préventive et dissuasive : l'objectif est de responsabiliser les individus, qu'il s'agisse d'autorités civiles ou militaires.
Le Statut de Rome est le traité international qui a fondé la Cour pénale internationale. Il est adopté lors d'une conférence diplomatique réunissant les représentants des États adhérant aux Nations unies, dite Conférence de Rome, qui se déroule du 15 juin au 17 juillet 1998 à Rome, en Italie. Il entre en vigueur le 1er juillet 2002 après sa ratification par 60 États : la Cour pénale internationale est alors officiellement créée. La compétence de la Cour n’étant pas rétroactive, elle traite les crimes commis à compter de cette date.
Le siège officiel de la Cour est situé à La Haye, aux Pays-Bas. Depuis le 25 octobre 2024, 125 États sur les 193 États membres de l'ONU ont ratifié le Statut de Rome et acceptent la compétence de la CPI (dont tous les États de l'Union européenne). Vingt-neuf États, dont la Russie et les États-Unis, ont signé le Statut de Rome, mais ne l’ont pas ratifié. Enfin, certains, dont la Chine et l’Inde, n’ont pas signé le Statut.
La CPI peut en principe exercer sa compétence si la personne accusée est un ressortissant d'un État membre, ou si le crime supposé est commis sur le territoire d'un État membre, ou encore si l'affaire lui est transmise par le Conseil de sécurité des Nations unies. La Cour ne peut exercer sa compétence que lorsque les juridictions nationales n'ont pas la volonté ou la capacité pour juger des crimes internationaux (principe de complémentarité). En d'autres termes, la Cour n'intervient que lorsque les systèmes internes sont défaillants.
À la fin de l'année 2022, la Cour a ouvert une enquête dans dix-sept situations : Ouganda (2004), République démocratique du Congo (2004), Soudan (2005), Centrafrique I (2007), Kenya (2010), Libye (2011), Côte d'Ivoire (2011), Mali (2013), Centrafrique II (2014), Géorgie (2016), Burundi (2017), Bangladesh/Birmanie (2019), Afghanistan (2020), Palestine (2021), Philippines (2021), Venezuela I (2021) et Ukraine (2022). Deux examens préliminaires sont en cours : Venezuela II (2020) et Nigeria (2020). Huit autres sont clos sans décision de poursuite.
Le premier procès de la CPI, celui de Thomas Lubanga, commence le 26 janvier 2009. Le 14 mars 2012, il est reconnu coupable de crimes de guerre. Il est alors le premier individu condamné par la juridiction. Depuis lors, d'autres individus sont condamnés, notamment Ahmad al-Faqi al-Mahdi tandis que certains sont acquittés, à l'instar de Jean-Pierre Bemba Gombo.
La Cour traverse trois crises : celle de l'annonce en cascade du retrait d'États de son système, une autre portant sur certaines pratiques du premier procureur, Luis Moreno Ocampo, ainsi qu'enfin une dernière relative au refus d'autoriser une enquête sur l'Afghanistan. La CPI fait également l'objet de critiques récurrentes qui sont consubstantielles, pour la plupart, à l'existence de la justice pénale internationale.
Le 3 avril 2025 le Premier ministre hongrois, Viktor Orbán annonce le retrait de la Hongrie de la CPI à l'occasion de la visite du Premier ministre israélien, Benyamin Netanyahou.

## Histoire
Au bout de maintes tentatives, la communauté internationale est parvenue, au XXe siècle, à un consensus concernant :
- une définition juridique des concepts de génocide, de crimes contre l'humanité et de crimes de guerre ;
- la manière et l'instance juridictionnelle internationale à laquelle serait confiée la mission de juger les dits crimes : la Cour pénale internationale, via le Statut de Rome du 17 juillet 1998.

### Genèse
Historiquement, les violations du droit de la guerre ont quasiment toujours été jugées par des tribunaux ad hoc créés par les vainqueurs. Jules Deschênes fait remonter les prémices de la justice pénale internationale au Moyen Âge. La première manifestation concrète d'une « cour criminelle internationale » se situerait précisément au XVe siècle, lorsque vingt-huit magistrats venant des États alliés du Saint-Empire romain germanique siègent dans un même tribunal pour juger Pierre de Hagenbach, accusé de crimes commis par ses subordonnés à l'occasion du siège de Breisach (viols, meurtres et pillages),.
En 1872, Gustave Moynier, membre du Comité international de la Croix-Rouge, propose de créer un tribunal qui serait compétent pour certaines violations du droit international humanitaire, par exemple celles issues de la 1re Convention de Genève de 1864. Cette idée, novatrice pour l'époque et liée aux répercussions traumatiques de la guerre franco-prussienne de 1870, est doublée de celle d'ordonner la réparation des dommages y afférents. Toutefois, elle n'est pas concrétisée.

### Première Guerre mondiale
À la fin de la Première Guerre mondiale, le traité de Versailles énonce en son article 227 la création d'un tribunal international en vue de mettre en accusation Guillaume II pour « offense suprême contre la morale internationale et l’autorité sacrée des traités », tribunal qui jugera « sur motifs inspirés des principes les plus élevés de la politique entre les nations avec le souci d'assurer le respect des obligations solennelles et des engagements internationaux ainsi que de la morale Internationale ». Même si la formulation est imprécise d'un point de vue juridique, elle « porte le germe de la responsabilité internationale de l'individu ». En toute hypothèse, cette disposition est restée sans application. En effet, Guillaume II s'est exilé aux Pays-Bas et ces derniers ont toujours refusé de le remettre.
L'article 228 prévoit quant à lui la possibilité, pour « les puissances alliées et associées », de juger devant leurs propres tribunaux militaires les individus accusés d'« actes contraires aux lois et coutumes de la guerre ». En pratique, le résultat s'est avéré en dessous des attentes : environ huit-cent-cinquante poursuites ont été effectivement engagées mais elles ont eu lieu pour diverses raisons devant la Cour suprême de Leipzig. Seule une dizaine de personnes ont été jugées ; la moitié a été acquittée en raison de problèmes de preuves principalement,.
La lecture combinée desdites dispositions du traité de Versailles articulant deux niveaux de juridictions illustre le « scepticisme » de l'époque sur la question de savoir si, pour des crimes internationaux commis par un appareil étatique, une véritable réaction nationale aura lieu, d'où la nécessité de créer, au moins, un tribunal international compétent pour les plus hauts responsables.
Ce traité est enfin à l'origine du principe coutumier — repris dans le Statut de Rome — selon lequel, les chefs d’État ne bénéficient pas d'immunité de poursuite devant une juridiction internationale.

### Entre-deux-guerres
Durant l'entre-deux-guerres, dans la doctrine, l'existence d'une cour internationale compétente pour juger les États est désormais ancrée, tandis que celle d'une juridiction pénale internationale destinée à juger des individus demeure moderne et ce même si elle se répand rapidement. Vespasian Pella est l'une des figures du développement du droit international pénal. En ce sens, il élabore en 1935 un projet de codification.
En 1937, un projet de traité, sous l'égide de la Société des Nations et relatif au jugement des infractions de terrorisme, est à l'ordre du jour mais cette initiative n'ira pas plus loin.

### Seconde Guerre mondiale
Les crimes commis durant la Seconde Guerre mondiale par les nazis et les japonais sont les premiers crimes internationaux jugés comme tels. Le premier tribunal est celui de Nuremberg, créé par les Accords de Londres du 8 août 1945 qui définissent les notions de crimes contre la paix, crimes de guerre et de crimes contre l'humanité. Le Tribunal de Tokyo est institué quant à lui le 19 janvier 1946. Dans les deux cas, le système repose d'une part sur l'articulation avec les juridictions nationales, d'autre part sur la répression de crimes commis par des personnes physiques, « peu importe le rang militaire ou la fonction civile occupés ».
Bien qu'imparfaits dans leur composante internationale, les deux tribunaux constituent une innovation.

### Guerre froide
Dès sa 1re session en 1946, l'Assemblée générale des Nations unies « confirme les principes de droit international reconnus par le statut de la Cour de Nuremberg et par l'arrêt de cette Cour ». L'année suivante, elle demande à la Commission du droit international (CDI) d'élaborer un « projet de code des crimes contre la paix et la sécurité de l’humanité ». En parallèle, deux comités intergouvernementaux sont respectivement chargés, en 1950 et 1952, de rédiger le statut d’une future cour criminelle internationale. Ces deux instruments correspondent à ce qui se retrouve dans les architectures juridiques internes à savoir un code définissant les infractions et un autre rassemblant les règles qui gouvernent la procédure. En 1951, un premier rapport préconise la création d'une juridiction dans la droite ligne des dispositions de la Convention pour la prévention et la répression du crime de génocide. En 1953, un second rapport est déposé. Un an plus tard, en raison de difficultés liées à la définition du crime d'agression (celui-ci étant inclus dans les travaux de la CDI), l'Assemblée générale décide de différer l'examen du projet de Code puis celui du Statut de la future juridiction.
La Guerre froide freine finalement toutes les initiatives visant à créer une juridiction pénale internationale,. En effet, en raison du danger de guerre fréquent, les États sont à l'époque dans une logique d'affrontement des souverainetés, Cherif Bassiouni (en) voyant même dans l'absence de coordination des travaux une volonté politique délibérée de retarder le processus. Certaines voix se font cependant entendre, à l'instar de Benjamin Ferencz, enquêteur au procès de Nuremberg et procureur général des États-Unis au procès Einsatzgruppen, qui soutient l'établissement d'un corpus de règles à vocation universelle et d'une cour pénale internationale.
En 1973, la Convention sur le crime d'apartheid est adoptée. Elle contient une disposition analogue à celle de 1948 sur le génocide : les accusés pourront être jugés alternativement soit par les juridictions d'un État partie, soit par un « tribunal pénal international » à la condition que leur État de nationalité ait accepté la compétence d'une telle juridiction.
En 1974, l'Assemblée générale adopte la résolution 3314 (XXIX) définissant l'agression. L'obstacle juridique étant supprimé, les travaux sur le projet de Code reprennent en 1981. En parallèle, différents rapports auprès de la sous-commission des droits de l'homme, dont le rapport Whitaker en 1985, recommandent la création d'une juridiction permanente pour sanctionner les génocides.[réf. souhaitée]

### Fin duXXesiècle

#### Reprise des travaux au sein de l'ONU
La chute du Mur de Berlin et l'effondrement de l'empire soviétique permettent la levée des freins politiques. En 1989, à l'occasion d'une initiative de Trinité-et-Tobago visant à créer un tribunal international en matière de trafics de drogue, la Commission du droit international se voit confier le projet d'élaborer les statuts d'une cour compétente pour l'ensemble des crimes internationaux. Un comité ad hoc prend la suite pour aboutir au Comité préparatoire en 1996 sur la base duquel la conférence diplomatique de Rome sera convoquée en 1998.
Plusieurs observateurs indiquent que la Cour permettrait de faire juger des dictateurs ou des criminels comme Idi Amin Dada, Milton Obote, Jean-Claude Duvalier, Mengistu Haile Mariam ou Alfredo Stroessner qui vivent alors en exil sans craintes de sanctions,,.

#### Création des tribunaux internationauxad hocet hybrides
En parallèle des travaux menés par les comités d'experts, à la suite de la commission de crimes internationaux à différents endroits du globe, l'ONU instaure dans les années 1990-2000 des tribunaux internationaux. Ces juridictions voient leur compétence limitée dans le temps (ratione temporis), dans l'espace (ratione loci) et pour certains faits précis (ratione materiae). On dénombre - sans exhaustivité :
- Le Tribunal pénal international pour l'ex-Yougoslavie (TPIY) : mis en place en 1993 par les résolutions 808 et 827 du Conseil de sécurité en vertu du chapitre VII et s'est établi à La Haye aux Pays-Bas. Il est compétent pour juger les actes commis sur le territoire de l'ancienne République socialiste de Yougoslavie à partir du 1er janvier 1991. Le bilan de son travail est mitigé[réf. souhaitée] : 48 accusés détenus, 31 faisant l'objet d'un mandat d'arrêt, 23 personnes jugées.
- Le Tribunal pénal international pour le Rwanda (TPIR) : créé en 1994 par la résolution 955 du Conseil de sécurité et s'est établi à Arusha en Tanzanie. Il est compétent pour juger les actes commis sur le territoire du Rwanda et sur le territoire d’États voisins « en cas de violation grave du droit international humanitaire commise par des citoyens rwandais » au cours de l'année 1994. Après des débuts peu encourageants[pas clair][réf. souhaitée], 50 personnes sont cependant mises en accusation, plus de 40 sont détenues, et 9 sont condamnées.

Les deux TPI fonctionnent selon le principe de primauté selon lequel « à tout stade de la procédure, (ils peuvent) demander officiellement aux juridictions nationales de se dessaisir en leur faveur ». Les deux tribunaux ont fermé mais le Mécanisme des fonctions résiduelles reprend les procédures en cours.
- Le Tribunal spécial pour la Sierra Leone (TSSL) : créé le 16 janvier 2002 en vue de juger les crimes commis durant la guerre civile de Sierra Leone.
- Le Tribunal spécial des Nations unies pour le Liban est créé en 2009[43] après l'assassinat de Rafiq Hariri le 14 février 2005 qui provoque une grave crise politique[réf. souhaitée]. Ce tribunal est créé par la résolution 1757 du Conseil de sécurité ; il est loin d'avoir fait l'unanimité avec cinq abstentions estimant que l'ingérence est flagrante[pas clair][réf. souhaitée]. Ce tribunal siège à Leidschendam, près de La Haye aux Pays-Bas, avec un budget annuel de 30 millions de dollars pour trois ans, financé à 49 % par le gouvernement libanais.
- Les Chambres extraordinaires au sein des tribunaux cambodgiens (CETC).

La CPI doit donc permettre de ne plus créer de tribunal international ad hoc et elle ne porte pas atteinte aux tribunaux existants. Cependant, le Conseil de sécurité établit de nouveaux tribunaux entre la signature du Statut de Rome et sa ratification pour juger des crimes antérieurs à son entrée en vigueur, n'étant pas rétroactif.

### Création de la CPI
La création des deux TPI (ceux pour l'ex-Yougoslavie et le Rwanda) a remis à l’ordre du jour le projet de création d’une juridiction pénale universelle. En 1993, la Commission du droit international soumet à l’Assemblée générale un projet de statut d’une Cour pénale internationale sur lequel elle avait commencé à travailler en 1948, projet sur la base duquel se sont ensuite nouées des négociations intergouvernementales.
Les organisations non-gouvernementales ont aussi joué un rôle important dans l'avènement de la CPI puis dans le processus de ratification, en témoigne la création en 1995 de la Coalition pour la Cour pénale internationale[réf. souhaitée].

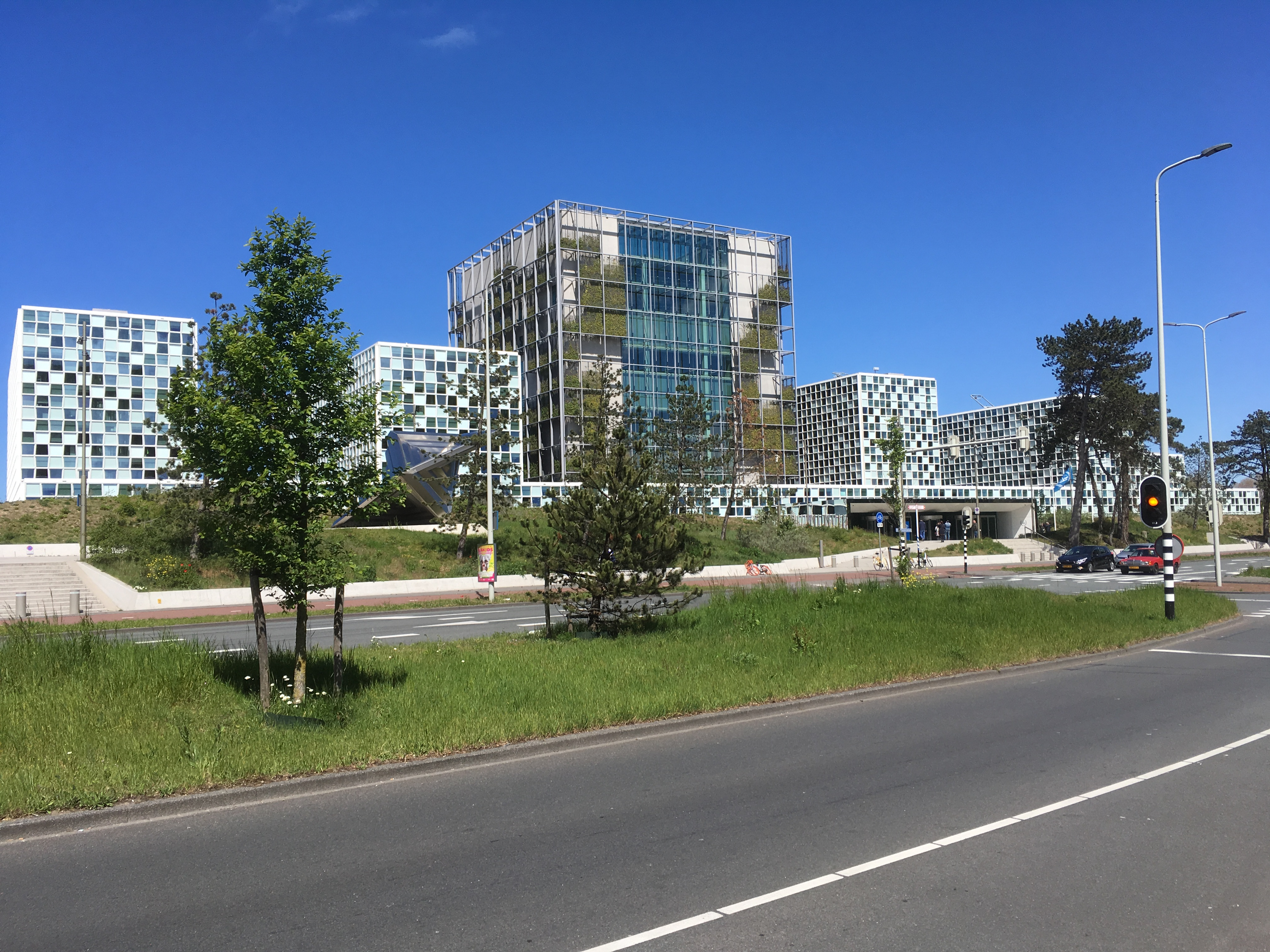
Bâtiment de la Cour à La Haye en 2019.

La création de la CPI s'est déroulée en deux temps :
- Adoption du Statut de Rome le 17 juillet 1998 par 120 États participant à la Conférence diplomatique des plénipotentiaires de l'ONU sur l'établissement d'une Cour pénale internationale (7 voix contre, 21 abstentions). Ce statut définit les pouvoirs et obligations de la CPI. Bien que créée sous l’impulsion de l’ONU, la CPI est indépendante du Conseil de sécurité, ce qui renforce sa crédibilité. De la même façon, l'adhésion au statut de Rome est volontaire.
- Une fois le Statut de Rome adopté, il fallait qu'un minimum de 60 États le ratifie pour qu'il entre en vigueur. Ce quorum a été atteint le 11 avril 2002 après qu'un groupe de 10 États a ratifié en même temps le Statut.

Le 1er juillet 2002 marque l'entrée en vigueur du Statut de la CPI.
Le premier groupe de 18 juges a été élu par l’AEP (Assemblée des États Parties) en février 2003, et ceux-ci ont prêté serment lors de la session inaugurale de la Cour le 1er mars 2003.

## États membres et non membres

### États ayant ratifié ou adhéré au Statut
Depuis le 25 octobre 2024, 125 États sont parties au Statut de Rome de la Cour pénale internationale, ce qui signifie qu'ils ont ratifié ou adhéré au traité. Parmi eux :
- 33 sont des membres du groupe des États d'Afrique ;
- 19 sont des membres du groupe des États d’Asie et du Pacifique ;
- 20 sont des membres du groupe des États d'Europe Orientale ;
- 28 sont des membres du groupe des États d'Amérique latine et des Caraïbes ;
- 25 sont des membres du groupe des États d'Europe occidentale et autres États[46].

22 États ont émis des réserves ou des déclarations au Statut de Rome. La question des réserves divisa au moment de la conception du texte, il fut décidé que le Statut ne les autoriserait pas (art. 120), y compris pour les amendements. Plusieurs pays ont émis des « déclarations interprétatives », même si le distinguo avec une réserve, selon la Commission du droit international et la convention de Vienne sur les traités, est assez controversée,.
Les États parties sont légalement tenus de coopérer avec la Cour quand elle en a besoin : arrestation et transfert des personnes inculpées ou accès à des preuves et témoins[réf. souhaitée]. Les États parties ont le droit de participer et de voter à l'AEP, organe de direction de la Cour qui élit les juges et le procureur, approuve le budget de la Cour et adopte les amendements du Statut de Rome[réf. souhaitée].

#### France
Cette section devrait être déplacée dans l'article États parties au Statut de Rome.
Pour plus d’informations, se reporter en page de discussion. (mai 2024)
La France a signé le Statut le 18 juillet 1998 et l'a ratifié le 9 juin 2000.
Bien que cet État ait toujours œuvré pour la mise en place de juridictions pénales internationales, certaines de ses actions au moment de la Conférence de Rome et après ont suscité nombre de questions et polémiques,.
En effet, la France a maintenu coûte que coûte sa position de principe concernant l'adoption de l'article 124 du Statut de Rome. Cette disposition controversée est introduite par la délégation française lors des négociations et permet de décliner la compétence de la Cour pour les crimes de guerre, pendant sept ans, à compter de l'entrée en vigueur de l'instrument,,.
Jean-François Dobelle, conseiller des affaires étrangères, soutient qu'il s'agissait de vérifier, au moins au début de l'activité de la Cour, que les garanties du Statut permettaient « d'éviter les recours abusifs, à caractère politique, auxquels les pays participant aux opérations de maintien de la paix sont plus particulièrement exposés ».
Cette justification, reprenant l'essence du propos de Jacques Chirac tenu aux ONG en 1999, n'a pas emporté l'adhésion de la doctrine pour diverses raisons : d'abord, la Cour aurait plus à perdre qu'autre chose en engageant des poursuites injustifiées ; ensuite, les pouvoirs de la Chambre préliminaire permettent précisément de contrôler les actions du Procureur ; enfin, les juridictions nationales demeurent prioritaires en vertu du principe de complémentarité.
Seules la France et la Colombie activent cette option lors de la ratification. La France la retire en 2008 tandis que les effets de la déclaration colombienne s'éteignent en 2009.
En 2017, lors de l'adoption de l'amendement relatif au crime d'agression — qui, de par sa nature, est nécessairement lié à d'éventuels crimes de guerre — la France obtient, au côté du Royaume-Uni, certains aménagements de la définition visant à s'assurer que la Cour ne puisse poursuivre des faits en lien avec le conflit armé libyen de 2011 et l'intervention militaire menée en parallèle.
In fine, la France se démarque par une position particulière à l'égard des crimes de guerre, reposant alternativement soit sur « une forme de résistance », soit sur une « volonté de modulation à l’égard de la mise en œuvre de l’obligation internationale de répression des violations graves du droit international humanitaire ».
Différents facteurs expliquent cette attitude — histoire (2de Guerre mondiale et guerre d'Algérie), politique étrangère (opérations militaires extérieures), politique pénale (choix des poursuites sous l'empire des qualifications juridiques de terrorisme) — qui n'a quasiment pas varié depuis la fin du XXe siècle.

#### Palestine
Cette section devrait être déplacée dans l'article États parties au Statut de Rome.
Pour plus d’informations, se reporter en page de discussion. (mai 2024)
En 2009, l'Autorité palestinienne fait une déclaration à l'effet d'accepter la juridiction de la Cour en invoquant l'article 12 paragraphe 3 du Statut de Rome,. Un examen préliminaire est ouvert.
En avril 2012, le Bureau du Procureur considère que le statut de l'entité ne lui permet pas d'adhérer au traité et qu'il ne lui appartient pas de décider si la Palestine pourrait être considérée comme un État au sens du droit international public,. Jean Salmon dénote des « ambiguïtés » dans cette position en considérant qu'au regard de la pratique antérieure, la qualité d’État membre au sein d'une institution spécialisée de l'ONU, à savoir l'UNESCO, aurait pu suffire à ce que la Palestine accède au Statut de Rome. Quelques mois plus tard, la Palestine obtient le statut d' « État observateur non membre » à l'ONU ce qui relance le débat.
En janvier 2015, l'Autorité palestinienne est officiellement devenue un État membre de la Cour, ouvrant un nouveau front dans sa « guerre diplomatique » contre Israël étant précisé que cette adhésion l'expose elle aussi à des risques de poursuites pénales pour les crimes commis de son côté.
La Palestine allègue que des crimes de guerre ont été commis, dans les territoires occupés, par leur adversaire pendant la guerre de Gaza en 2014. Amnesty International détaille, pour sa part, dans un rapport, une opération menée en représailles à la capture d'un soldat israélien qui pourrait constituer un crime contre l'humanité au vu du « caractère systématique et délibéré de l’attaque terrestre et aérienne menée contre Rafah ». En 2018, de nouvelles informations transmises à la Procureure dénoncent d'éventuels crimes contre l'humanité (en l’occurrence apartheid).
Le 10 mai 2024, le procureur de la CPI, Karim Khan, annonce avoir demandé des mandats d'arrêt contre le premier ministre israélien Benyamin Netanyahou, son ministre de la Défense Yoav Gallant, le chef du Hamas à Gaza Yahya Sinwar, ainsi que deux autres hauts responsables du Hamas, Ismaël Haniyeh et Mohammed Deïf, pour crimes de guerre et crimes contre l'humanité qui auraient été commis lors de l'attaque du 7 octobre 2023 et de la guerre subséquente à Gaza. Le 21 novembre 2024, la CPI lance des mandats d'arrêt contre Netanyahou et Gallant et contre Deïf, les demandes de mandats d'arrêt contre Sinwar et Haniyeh ayant été abandonnées après la confirmation de leur mort,. La procédure dirigée contre Deïf est par la suite close le 26 février 2025 après confirmation de la mort de celui-ci.
Le lancement des mandats d'arrêts internationaux contre des chefs d'État déclenche un débat d'interprétation sur le périmètre d'application de la CPI. L'Autorité palestinienne a adhéré à la CPI en 2015 et les faits reprochés se sont déroulés en Palestine. Noëlle Lenoir avance que l'article 98-1 des mêmes statuts indiquent que la CPI ne pourrait imposer à un état membre l'application d'une décision qui le mettrait en porte-à-faux vis-à-vis de ses obligations internationales, ce qui autoriserait la France à refuser d'extrader Benjamin Netanyahou en cas de demande de la CPI en ce sens bien qu'elle ait aussi le droit de s'exécuter. Elle reproche à la CPI de nier « l'indépendance des juridictions israéliennes » au mépris de la primauté des juridictions nationales sur la compétence de la CPI, contrairement aux tribunaux mis en place pour le Rwanda et d'ex-Yougoslavie, et d'avoir lancé un mandat d'arrêt sur une personne présumée décédée et non son successeur. William Bourdon signale que l'article 27 des statuts de Rome, qui régissent le fonctionnement de la CPI, précisent qu'ils s'appliquent y compris dans le cas où la personne accusée disposerait d'un mandat de chef d'État par exemple, citant la décision de la CPI concernant le refus d'arrestation par l'Afrique du Sud d'Omar el-Bechir, le chef d'État du Soudan,. Bourdon déplore aussi qu'une décision par la France de refuser l'arrestation et l'extradition de Benjamin Netanyahou serait un cadeau à l'ensemble des fugitifs et chef d'États n'ayant pas ratifiés les statuts de la CPI. Il relève par ailleurs qu'Israël n'a jamais fait preuve de sa capacité à juger un criminel de guerre sur son territoire.
Le 24 avril 2025, la Chambre d’appel considère que la Chambre préliminaire avait commis une erreur de droit en n'analysant pas suffisamment l’argument d’Israël selon lequel cet État était fondé à soulever une exception d’incompétence en vertu de l’article 19-2-c. La Chambre d’appel a par conséquent annulé la Décision attaquée et renvoyé la question à la Chambre préliminaire pour que celle-ci se prononce à nouveau sur le fond de l’exception d’incompétence soulevée par Israël. Cependant les deux mandats d'arrêt contre Benyamin Netanyahou et Yoav Gallant ne sont pas suspendus,,.
Le 16 juillet 2025, la Chambre préliminaire I rejette les demandes d'Israël d'annuler les mandats d'arrêt et d'ordonner la suspension de l'enquête le temps que la contestation de la compétence soit tranchée. Selon la Chambre préliminaire I, la décision de la Chambre d’appel ne peut être interprétée comme une atteinte à la compétence de la Cour, et la Cour ne peut donc remettre en cause sa compétence établie par ses décisions précédentes tant que le recours d'Israël n'a pas été tranché. Concernant la suspension de l'enquête, la Chambre préliminaire I juge qu'une suspension ne peut être demandée qu'en cas de contestation sur la recevabilité d'une affaire, et non pas lors d'une contestation sur la compétence de la Cour,,.

### États signataires n'ayant pas ratifié le Statut
29 États ont uniquement signé le Statut de Rome sans le ratifier.

#### États-Unis
Cette section devrait être déplacée dans l'article États parties au Statut de Rome.
Pour plus d’informations, se reporter en page de discussion. (mai 2024)
De façon générale, il n'existe pas d'opposition de principe à la justice pénale internationale de la part des États-Unis, en témoigne la création des autres juridictions (TPIY, TPIR, TSSL).
Les États-Unis rejettent l'idée qu'une entité puisse « entraver » leurs choix de recourir à la force armée.
Ce pays d’Amérique du nord s'oppose aussi à d'éventuelles poursuites visant les militaires nationaux en opérations extérieures. Enfin, très soucieux « de préserver leur justice de toute influence extérieure », les États-Unis ont pu redouter dès le début que la Cour enquête sur le traitement des détenus de Guantanamo dans le cadre de la lutte antiterroriste.

##### Présidence de Bill Clinton
Malgré une opposition pendant tout le processus de négociation et au moment de l'adoption, motivée notamment par le fait que la future cour risquerait d'interférer sur le « maintien de la paix et de la sécurité internationales » — domaine réservé au Conseil de sécurité — le 31 décembre 2000, soit le dernier jour avant la fermeture pour signer le Statut de Rome, Bill Clinton signe le traité,.
Selon Le Temps, ce changement de cap est le « tour le plus spectaculaire » laissé par Clinton à son successeur.
Cet événement constitue aussi un énième désaveu à l'égard du secrétaire à la Défense — William Cohen — tandis que le camp Albright a gagné. La colère des républicains est immédiate.

##### Présidence de George W. Bush
En mai 2002, sous l'impulsion du président George W. Bush, les États-Unis décident de retirer leur signature.
Colin Powell précise : « il convient, parce que nous avons de sérieux problèmes avec la CPI, de notifier le dépositaire […] que nous n'avons pas l'intention de le ratifier et en conséquence nous ne sommes plus liés en aucune manière à son but et objectif » (Le dépositaire du traité est le Secrétaire général des Nations Unies).
La même année, l'American Service-Members' Protection Act est promulguée. Cette loi permet de soustraire de la compétence de la CPI les ressortissants américains résidant sur leur territoire d'origine ainsi que ceux qui seraient éventuellement remis par un autre État à la Cour.
Avant que soixante États ne ratifient le statut, les États-Unis exercent des pressions importantes (interruption de l'aide économique ou militaire, fin d'avantages douaniers) auprès des États s'apprêtant à reconnaître la compétence de la future juridiction,.
Le Brésil, le Pérou, le Costa Rica, l’Équateur, la Bolivie et l’Uruguay sont ainsi sanctionnés par Washington.
Par ailleurs, les États-Unis établissent des accords bilatéraux avec des États parties au statut de Rome garantissant que les ressortissants américains qui seraient amenés à répondre de leurs actes devant la CPI soient rapatriés dans leur pays d'origine.
En mars 2003, HRW recense une vingtaine d’États ayant signé tandis qu'une quarantaine a refusé après avoir été contacté.

##### Présidence de Barack Obama
Le changement d'administration et l'arrivée au pouvoir de Barack Obama mettent un terme à la relation d'hostilité ouverte entre les États-Unis et la CPI. En 2009, déclarant regretter la position de l'administration précédente, Hillary Clinton, alors secrétaire d’État, assure : « nous aurions pu résoudre certains défis qui se posent concernant notre adhésion ».
Réagissant à cette déclaration, le Washington Post considère qu'Hillary Clinton a, en réalité, entrepris peu d'actions concrètes pour dialoguer avec la Cour. Finalement, progressivement, le pouvoir démocrate adopte une démarche plus constructive avec la CPI sans pour autant chercher à adhérer au traité.

##### Présidence de Donald Trump
La donne change à nouveau avec l'élection de Donald Trump ; les relations avec la Cour se tendent graduellement. En septembre 2018, à propos d'une potentielle enquête sur des crimes de guerre présumés commis en Afghanistan par l’armée américaine, mais aussi s'agissant d'éventuelles poursuites dirigées contre Israël dans le cadre du conflit l'opposant à la Palestine, le conseiller à la sécurité nationale, John R. Bolton, qualifie la CPI d’« inefficace, irresponsable et carrément dangereuse ».
Il indique également que différentes mesures pourront être prises contre les juges et le procureur, dont l'interdiction d'accès au territoire et le gel des avoirs, en concluant : « Nous laisserons la CPI mourir seule. Après tout, et pour ainsi dire, la CPI est déjà morte à nos yeux ».
En mars 2019, les menaces sont renouvelées.
Le 5 mars 2020, la Cour ayant décidé d’ouvrir une enquête pour crimes de guerre et crimes contre l’humanité en Afghanistan, Mike Pompeo, secrétaire d'État des États-Unis, qualifie la cour d' « institution politique irresponsable se faisant passer pour un organisme juridique » et déclare : « Les États-Unis prendront les mesures nécessaires pour protéger leur souveraineté et pour protéger notre peuple ».
En juin 2020, Donald Trump signe un ordre exécutif afin d'autoriser, d'une part, des sanctions économiques (blocage des biens et avoirs) et d'autre part, des restrictions de visa, l'ensemble des mesures étant applicable aux personnels de la Cour et à leur famille.
De plus, Mike Pompeo qualifie la Cour de « kangaroo court ». Le jour de l'annonce, la Cour répond que cet acte n'est que le dernier « d'une série d'attaques sans précédent » qui « constitue une escalade et une tentative inacceptable de porter atteinte à l'état de droit et aux procédures judiciaires ».
O-Gon Kwon (en), président de l'AEP, dit « regretter vivement » le décret entériné et rappelle que « le système du Statut de Rome reconnait que c'est aux États qu'il revient en premier lieu d'enquêter et de poursuivre les crimes d'atrocité. En tant que cour de dernier ressort, la CPI est complémentaire aux institutions judiciaires nationales. C'est là une pierre angulaire du Statut ».
L'Union européenne fait part de son inquiétude et réitère son soutien à la juridiction internationale tandis que la France affiche sa « consternation ».
A contrario, Benjamin Netanyahou salue la décision de son homologue en insistant sur une « chasse aux sorcières » menée contre Israël et les États-Unis. De l'avis de certains juristes, cet événement est inédit puisque le décret élève la question au rang d’urgence nationale avec un cadre posé et « une palette de sanctions très large » pouvant aller jusqu'à viser quiconque coopérerait avec la Cour, ONG comprises.
En outre, bien que l'argument du lawfare soit récurrent de la part de l'administration Trump (accusations de manipulation par la Russie), le travail du Procureur est en réalité fondé essentiellement sur « les conclusions de commissions d’enquête, dont celle du Sénat, qui ont rendu des rapports critiques sur les « mémos » torture pris par l'administration Bush dans le cadre de la « guerre » contre le terrorisme ».
Début septembre 2020, la Procureure et l'un de ses subordonnés sont inscrits sur une liste noire américaine bloquant leurs avoirs,. Les mesures entravent également l'entrée sur le territoire américain sauf pour New York qui dispose d'un statut spécial en raison de la présence des Nations unies dans la ville.

##### Présidence de Joe Biden
En avril 2021, Joe Biden révoque le décret signé par son prédécesseur qui mettait en place des sanctions contre le personnel de la Cour ; la diplomatie américaine précise néanmoins qu'elle est toujours opposée aux enquêtes relatives à l'Afghanistan et à Israël.

##### 2ePrésidence de Donald Trump
Le 6 février 2025, un décret présidentiel de Donald Trump accuse la CPI d'avoir « engagé des actions illégales et sans fondement contre l’Amérique et notre proche allié Israël », en référence également à une enquête sur des crimes de guerre présumés de soldats américains en Afghanistan. À la suite de ce décret, le Département du Trésor américain impose des sanctions contre le procureur de la CPI, Karim Khan, dont, entre autres, le gel de ses avoirs aux USA. En juin, quatre magistrates enquêtant sur des crimes de guerre américains en Afghanistan ou israéliens en Palestine sont sanctionnées par Washington. En juillet, une juge fédérale ordonne la suspension partielle du décret, jugeant que le fait d'autoriser des sanctions contre toute personne collaborant à une enquête de la CPI, comme le prévoit le décret, est susceptible de porter atteinte de façon disproportionnée à la liberté d'expression garantie par le Premier Amendement,.

#### Israël
Cette section devrait être déplacée dans l'article États parties au Statut de Rome.
Pour plus d’informations, se reporter en page de discussion. (mai 2024)
Israël a signé le traité en décembre 2000, mais ne l'a pas ratifié avec les arguments suivants :
« Le droit international reconnaît depuis longtemps qu'il existe des crimes d'une telle gravité qu'ils devraient être considérés comme des « crimes internationaux ».
Ces crimes ont été établis dans des traités tels que la Convention sur le génocide et les Conventions de Genève […] Les principaux motifs inquiétant Israël sont les suivants :
- L'inclusion des activités de colonisation comme acte constitutif de « crime de guerre » constitue une tentative cynique d'abuser de la Cour à des fins politiques. La classification du transfert de population dans des territoires occupés dans une catégorie équivalente, en termes de gravité, aux attaques contre les centres de population civile ou aux meurtres de masse est absurde et n'a aucun fondement en droit international. […]
- La compétence de pouvoir juger des individus dont l'état de nationalité n'est pas partie à la Cour méconnaît le principe fondamental de l'effet relatif des traités »[131].

L'ouverture d'un examen préliminaire portant sur des crimes de guerre présumés en Palestine déclenche la colère d'Israël en janvier 2015 qui qualifie la décision de « scandaleuse ».
En réponse aux allégations palestiniennes relatives à la guerre de Gaza en 2014, Israël a affirmé que le Hamas et ses milices avaient violé le droit international humanitaire en procédant à des tirs indiscriminés de roquette visant des lieux habités par la population civile. Amnesty International a conclu dans le même sens dans l'une de ses publications au printemps 2015.
En mai 2015 un nouveau rapport relate des faits d'exécutions arbitraires et de tortures attribuables au Hamas.

#### Russie
La Russie signe le traité le 13 septembre 2000 mais l'Assemblée fédérale ne le ratifie pas. Si certains obstacles juridiques existent effectivement au regard de la Constitution russe, ils ne sont pas insurmontables. La raison est donc avant tout d'ordre politique.
En 2014 La fédération de Russie use, conjointement avec la Chine, de son droit de véto pour bloquer un projet de résolution initié par la France et tendant à déférer les crimes commis dans le cadre de la guerre civile syrienne au Procureur de la CPI,.
Dans une tribune publiée sur Le Monde, Laurent Fabius — alors ministre des Affaires étrangères — se défend de toute posture politicienne et indique que le texte proposé au Conseil de sécurité « vise tous les crimes commis en Syrie, quels qu'en soient les auteurs […] Si le régime syrien s'est couvert de sang, cette résolution n'omet pas les crimes commis par d'autres groupes ».
En novembre 2016, Vladimir Poutine signe un décret pour retirer la signature en réponse à l'autorisation d'ouvrir une enquête concernant des faits commis en Ossétie du sud au cours de l'année 2008.
Quelques jours plus tard, le dépositaire du traité, le Secrétaire général des Nations Unies, reçoit la notification suivante : « J’ai l’honneur de vous informer de l’intention de la Fédération de Russie de ne pas devenir partie au Statut de Rome de la Cour pénale internationale […] » ; selon le rédacteur de la notification, cette déclaration correspond à l'article 18 alinéa a) de la Convention de Vienne sur le droit des traités.
Cependant, il n'existe aucune procédure de la sorte dans cette convention car au sens strict, l'état « n’a pas manifesté son consentement à être lié. La démarche russe constitue donc un nouvel exemple d’instrumentalisation du droit international ».
Le 17 mars 2023, les juges de la cour pénale émettent des mandats d'arrêt sur le président de la fédération de Russie Vladimir Poutine et Maria Alexeïevna Lvova-Belova car ils sont présumés responsables du crime de guerre de déportation illégale de population (enfants) et de transfert illégal de population (enfants) des zones occupées d'Ukraine vers la fédération de Russie.
La Russie réplique en lançant un mandat d'arrêt contre le procureur et trois juges de la cour pénale internationale,,,,.
Le 19 mai 2023, le ministère de l'Intérieur russe publie une notice de recherche et d'arrestation contre Karim Khan en représailles à la procédure lancée contre Vladimir Poutine.

#### Soudan
Le Soudan a signé le Statut le 8 septembre 2000, en précisant le 26 août 2008 qu'il n'avait pas l'intention de devenir partie. Cette déclaration faisait suite à la demande en juillet 2008 du Procureur d'émettre un mandat d'arrêt contre le président Omar el-Béchir. Le 4 mars 2009, les juges accèdent à cette requête (ce qui fait de ce mandat le premier délivré contre un chef d'État en exercice dans l'histoire de la CPI), en visant les chefs de crimes contre l'humanité et crimes de guerre commis au Darfour. Pendant l'été, l'Union africaine vote une résolution indiquant que les États membres n'exécuteront pas le mandat émis. En juillet 2010, un nouveau mandat d'arrêt est délivré et inclut cette fois les charges de génocide.
Omar el-Béchir est destitué en avril 2019. Le gouvernement de transition se serait engagé, en février 2020, à la remettre à la Cour. En juin de la même année, Ali Kosheib — l'un des plus redoutés chefs de milices janjawids — est transféré à la Cour par les autorités centrafricaines, pays dans lequel il s'était réfugié depuis janvier. L'opération d'identification qui a permis l'arrestation a été menée conjointement avec la MINUSCA.

### États non signataires et non parties
De tous les États qui sont membres des Nations unies, 41 États n'ont ni signé ni adhéré au Statut de Rome.

#### Chine
La Chine a participé à la Conférence diplomatique mais a voté négativement à la fin du processus. La liste d'arguments ci-après est non exhaustive :
- la Cour telle qu'instituée ira à l'encontre de la souveraineté des États ;
- le principe de la complémentarité permet à la Cour de juger un système judiciaire national ;
- les crimes de guerre visés par le Statut couvrent à la fois des conflits internes et internationaux ;
- la juridiction de la Cour couvre les crimes contre l'humanité en temps de paix ;
- l'inclusion du crime d'agression dans le futur affaiblirait le rôle du Conseil de sécurité à cet égard ;
- le Procureur peut agir proprio motu ce qui constitue un pouvoir pouvant être exercé « sans contrepoids » et mener à des « poursuites futiles »[163],[164].

#### Inde
L'Inde s'est abstenue lors du vote de l'adoption du Statut de Rome en 1998 ; elle a avancé différents arguments (liste non exhaustive), :
- la définition trop large des crimes contre l'humanité et celle des crimes de guerre (incluant conflits armés internes et internationaux) ;
- l'absence de clarté s'agissant de la criminalisation de l'utilisation d'armes nucléaires ;
- la possibilité que le Conseil de sécurité renvoie une situation d'un État non partie ;
- le pouvoir d'auto-saisine du Procureur ;
- le fait que l'Inde n'ait toujours pas de siège permanent au Conseil de sécurité des Nations unies.

## Compétence et critères préalables
La compétence et les critères préalables sont définis par le Statut de Rome.

### Compétenceratione materiae
La compétence matérielle de la Cour porte sur quatre types de crimes :
- Génocide : « actes commis dans l'intention de détruire, en tout ou en partie, un groupe national, ethnique, racial ou religieux »[f].
- Crime contre l'humanité : « actes […] commis dans le cadre d'une attaque généralisée ou systématique lancée contre toute population civile et en connaissance de cette attaque »[g].
- Crime de guerre : « infractions graves aux conventions de Genève de 1949 »[h] ; « autres violations graves des lois et coutumes applicables aux conflits armés internationaux »[i] ; « violations graves de l'article 3 commun aux quatre Conventions de Genève du 12 août 1949 » en cas de conflit armé non international[j] ; « autres violations graves des lois et coutumes applicables aux conflits armés ne présentant pas un caractère international »[k].

Sur ces trois premières infractions, adoptées par consensus en 1998, il n'y a pas de spécificité majeure par rapport aux statuts des deux TPI (Ex-Yougoslavie et Rwanda).
- Crime d'agression : sa définition a été adoptée le 11 juin 2010 lors de la Conférence de révision à Kampala[168]. Il s'agit de « la planification, la préparation, le lancement ou l’exécution par une personne effectivement en mesure de contrôler ou de diriger l’action politique ou militaire d’un État, d’un acte d’agression qui, par sa nature, sa gravité et son ampleur, constitue une violation manifeste de la Charte des Nations Unies »[l],[169]. La compétence de la Cour à l'égard de ce crime est activée lors de l'AEP 2017[60]. Ceci ouvre la voie à des poursuites pour crime d'agression en théorie à partir du 17 juillet 2018. « La résolution prend toutefois le soin d'exclure cette compétence à l'égard des nationaux et du territoire des États qui n'ont pas ratifié les amendements, à tout le moins en cas de renvoi par un État, ou de saisine proprio motu, le Conseil de sécurité restant libre de s'affranchir de ces limites »[170].

Le terrorisme, en tant que crime autonome, n'a pas été retenu dans la compétence de la Cour. Cependant, la juridiction est compétente pour certains actes sous-jacents de crimes de guerre et crimes contre l'humanité qui pourraient s'analyser en acte de terrorisme.

### Compétenceratione personae
Seuls des individus peuvent être poursuivis devant la Cour pénale internationale. La compétence à l'égard des personnes morales de droit privé (sociétés par exemple) a été étudiée dans les travaux préparatoires et introduite lors de la Conférence de Rome, mais la proposition n'a pas été retenue en raison de divergences dans les législations nationales. Le Statut de Rome retranscrit ainsi l'une des formules du Tribunal militaire international de Nuremberg selon laquelle : « Ce sont des hommes et non des entités abstraites qui commettent les crimes dont la répression s’impose […] ».
En outre, aucune personne ne peut voir sa responsabilité engagée devant la juridiction si elle « était âgée de moins de 18 ans au moment de la commission prétendue d’un crime ».

### Compétenceratione temporis
Sa compétence n'est pas rétroactive: les crimes doivent avoir été commis après l'entrée en vigueur de son statut (1er juillet 2002). Il n'y a pas de prescription pour les crimes commis après l'entrée en vigueur de son statut.

### Critères préalables
La Cour n'est compétente que si l'une des trois conditions suivantes est remplie :
- l'accusé est ressortissant d'un État partie au statut ou qui accepte la juridiction de la CPI en l'espèce,
- le crime a été commis sur le territoire d'un État partie ou qui accepte la juridiction de la CPI en l'espèce,
- le Conseil de sécurité a saisi le procureur en vertu du chapitre VII de la Charte des Nations unies (pas de limite alors de compétence ratione personae).

En outre, en vertu du principe de complémentarité, les États conserveront à titre principal la responsabilité de poursuivre et juger les crimes les plus graves. La CPI n'exercera pas sa compétence « si un tribunal national a la capacité et la volonté » d'exercer la sienne. La Chambre préliminaire I, dans l'affaire Thomas Lubanga Dyilo a précisé que pour qu'une affaire soit déclarée irrecevable devant la Cour, il fallait que les poursuites visent la même personne et concernent les mêmes faits. [réf. souhaitée]
La CPI peut-être saisie par un État partie (c'est-à-dire qui a ratifié le statut de Rome) ou par le Conseil de Sécurité de l'ONU qui « défère » une « situation » concernant des crimes présumés commis et relevant de la compétence matérielle de la Cour. Le procureur peut également procéder à une saisine de sa propre initiative dite proprio motu.

## Fonctionnement

### Principaux instruments
Outre le Statut de Rome, la Cour dispose d'autres instruments juridiques qui prévoient les règles générales applicables à l'institution. On retrouve notamment :
- les Éléments des crimes : précisent davantage les définitions et les éléments constitutifs des crimes ainsi que les infractions sous-jacentes pour lesquels la Cour a compétence ;
- le Règlement de procédure et de preuve ;
- le Règlement du Bureau du Procureur ;
- le Règlement de la Cour ;
- le Règlement du Greffe ;
- le Code de conduite professionnelle des conseils ;
- le Code d'éthique judiciaire ;
- le Règlement financier.

### Organes de la Cour
La CPI est composée de quatre organes.

#### La présidence
Elle se compose d'un président et des premier et second vice-présidents. La présidence est chargée de trois domaines principalement : premièrement la bonne administration de la Cour - à l'exception du bureau du procureur de manière à garantir son indépendance (par exemple, superviser le travail du Greffe), deuxièmement les relations extérieures (par exemple représenter la Cour lors de réunions avec les Nations unies ou encourager les relations avec d'autres partenaires), troisièmement les affaires juridiques et judiciaires (par exemple négocier et conclure des accords bilatéraux ou examiner certains recours).
| Portrait                                                             | Identité                     | Nationalité | Période      | Période      |
| Portrait                                                             | Identité                     | Nationalité | Début        | Fin          |
| -------------------------------------------------------------------- | ---------------------------- | ----------- | ------------ | ------------ |
| Philippe Kirsch en novembre 2006.                                    | Philippe Kirsch              | Canadien    | 2003         | 2009         |
| Song Sang-hyun en février 2014.                                      | Song Sang-hyun               | Sud-coréen  | 11 mars 2009 | 10 mars 2015 |
| Silvia Fernández de Gurmendi                                         | Silvia Fernández de Gurmendi | Argentine   | 2015         | 2018         |
| Pas de portrait sous licence libre disponible pour Chile Eboe-Osuji. | Chile Eboe-Osuji             | Nigérian    | 11 mars 2018 | 10 mars 2021 |
| Piotr Hofmański                                                      | Piotr Hofmański              | Polonais    | 11 mars 2021 | 10 mars 2024 |
| Tomoko Akane en 2018.                                                | Tomoko Akane                 | Japonaise   | 11 mars 2024 | En cours     |

#### Les Chambres
Organisées en section, elles se chargent des fonctions judiciaires. Les sections sont au nombre de trois :
- La section préliminaire : chaque chambre préliminaire compte soit un juge unique, soit 3 juges[u]. Chaque « situation » est assignée à une Chambre préliminaire[v]. La Chambre préliminaire a notamment pour fonction d'autoriser ou non l'ouverture d'une « enquête » par le Procureur ; de délivrer les mandats d'arrêt et citations à comparaître ; de garantir les droits de toutes les personnes impliquées dans la procédure (exemple : protection d'un témoin, d'une victime ou d'une personne détenue) ; de décider si les charges doivent être confirmées ou non lors d'une audience dédiée à cette question (étape obligatoire avant l'ouverture du procès le cas échéant)[w].
- La section de première instance : chaque chambre de première instance compte 3 juges[x]. La Chambre devra conduire le procès qui suivra la confirmation des charges en respectant les droits de l'accusé, des victimes et des témoins (exemple : ordonner le huis-clos) ; rendra un verdict de condamnation ou d'acquittement et se prononcera sur la peine le cas échéant ; pourra ordonner que des réparations soient accordées aux victimes[y].
- La section d'appel : la chambre d'appel compte tous les juges de la section[z] - 5 en principe. Elle est compétente pour : juger des appels formés sur la décision relative à la culpabilité et/ou la peine, des ordonnances de réparation et de certaines questions sur la compétence et la recevabilité ; réexaminer les peines en cours d'exécution (par exemple, lorsque les deux tiers de la peine prononcée ont déjà été effectués ou 25 ans en cas de perpétuité)[aa].

#### Le Bureau du procureur
Il se compose du Procureur, de procureurs adjoints et des équipes (enquêteurs, juristes, etc). Il gère en autonomie son budget et son organisation. De façon générale, son rôle est :
- d'ouvrir des « examens préliminaires » afin de déterminer s'il existe une base raisonnable pour ouvrir une « enquête » étant précisé que quiconque peut envoyer des « communications » qui peuvent servir de fondement aux examens préliminaires. Lors de cette phase, il doit :
  - s'assurer, d'une part, que les crimes ont été commis après le 1er juillet 2002 (date d'entrée en vigueur du Statut) et, d'autre part, qu'ils l'ont été sur le territoire d’un État partie ou par un ressortissant d’un État partie (sauf si la situation a été déférée par le Conseil de sécurité) ;
  - vérifier que les faits soumis relèvent de la compétence matérielle de la Cour visée à l'article 5 du Statut de Rome ;
  - évaluer la gravité des crimes ;
  - vérifier qu’il n’y a pas d’enquêtes ou de poursuites en cours pour les mêmes crimes à l’échelle nationale ;
  - examiner s’il y a des raisons de penser que l’ouverture d’une enquête ne servirait pas les intérêts de la justice et des victimes[183] ;
- d'ouvrir des « enquêtes » (sur autorisation de la Chambre préliminaire) puis les coordonner et les diriger ; il doit enquêter à charge et à décharge[ac] en utilisant « tous les faits et éléments de preuve pertinents pour évaluer la responsabilité pénale des personnes impliquées »[184] ; il demande la délivrance de mandat d'arrêt et citation à comparaître ;
- de convaincre la Chambre préliminaire que les charges doivent être confirmées ;
- le cas échéant de démontrer la culpabilité de l'accusé « au-delà de tout doute raisonnable »[ad].

| Identité           | Pays        | Période     |
| ------------------ | ----------- | ----------- |
| Luis Moreno Ocampo | Argentine   | 2003 — 2012 |
| Fatou Bensouda     | Gambie      | 2012 — 2021 |
| Karim Khan         | Royaume-Uni | 2021 — ...  |

#### Le Greffe
Il comprend le Greffier et éventuellement un adjoint. Sous l'autorité du Président de la juridiction, le service est chargé « des aspects non judiciaires de l’administration et du service de la Cour » avec une obligation de neutralité en toutes circonstances. Concrètement, il a pour mission d'organiser la tenue de procès publics, équitables et rapides. Par exemple, il aide la Défense à remplir sa mission, assiste les victimes dans leur participation aux procès, ou encore fournit des services de traduction. En outre, il est amené à collaborer avec l'extérieur (établissement des contacts régulier avec les ONG ou le monde universitaire ; mise en œuvre de la logistique relative à l'exécution des peines avec les États candidats ; établissement de documentation à destination du public).
| Identité                  | Pays        | Période                       |
| ------------------------- | ----------- | ----------------------------- |
| Bruno Cathala             | France      | 2003 — 2008                   |
| Silvana Arbia             | Italie      | 2008 — 2013                   |
| Herman von Hebel          | Pays-Bas    | 2013 — 2018                   |
| Peter Lewis               | Royaume-Uni | 17 avril 2018 — 16 avril 2023 |
| Osvaldo Zavala Giler (en) | Équateur    | 17 avril 2023 — ...           |

### Élection et répartition des fonctions

#### À l'Assemblée des États parties
La Cour est composée de 18 juges au moins, chacun de nationalité d'un des États parties. Pour se porter candidat, il est nécessaire d'une part de posséder des compétences dans les domaines qui intéressent le travail de la Cour (droit pénal / procédure pénale ; droit international - droit international humanitaire / droits de l'homme), d'autre part de démontrer une expérience de praticien (juge, avocat, procureur, juriste). Les juges sont élus lors de l'AEP à bulletin secret. En principe, le mandat est de neuf ans non renouvelable.
Le Procureur ainsi que ses procureurs adjoints sont élus lors de l'AEP par bulletin secret à la majorité absolue pour une durée de 9 ans non renouvelable.

#### Au sein de la Cour
- Le président de la Cour ainsi que les premier et second vice-présidents sont élus à la majorité absolue par leurs pairs pour un mandat de trois ans renouvelable une fois[al].
- Les juges présidents de chaque chambre (préliminaire, première instance et appel) sont élus par leurs pairs[am].
- Les juges affectés en section préliminaire et première instance « siègent pendant trois ans ; ils continuent d'y siéger au-delà de ce terme, jusqu'au règlement de toute affaire dont ils ont eu à connaître dans ces sections » tandis que ceux affectés en appel « siègent pendant toute la durée de leur mandat »[an].
- Le Greffier est élu par les juges à la majorité absolue pour une durée de cinq ans, renouvelable une fois. Au besoin, un greffier adjoint est élu dans les mêmes conditions[ao].

#### Juges actuels
À la date du 11 mars 2024 :
| Identité                           | Nationalité       | Mandat                                                                                |
| ---------------------------------- | ----------------- | ------------------------------------------------------------------------------------- |
| Tomoko Akane                       | Japon             | 11 mars 2018 — 10 mars 2027 Présidente de la Cour depuis le 11 mars 2024              |
| Rosario Salvatore Aitala (en)      | Italie            | 11 mars 2018 — 10 mars 2027 Premier vice-président de la Cour depuis le 11 mars 2024  |
| Reine Alapini-Gansou               | Bénin             | 11 mars 2018 — 10 mars 2027 Seconde vice-présidente de la Cour depuis le 11 mars 2024 |
| Luz del Carmen Ibáñez Carranza     | Pérou             | 11 mars 2018 — 10 mars 2027                                                           |
| Solome Bossa                       | Ouganda           | 11 mars 2018 — 10 mars 2027                                                           |
| Kimberly Prost (en)                | Canada            | 11 mars 2018 — 10 mars 2027                                                           |
| Joanna Korner (en)                 | Royaume-Uni       | 11 mars 2021 — 10 mars 2030                                                           |
| Gocha Lordkipanidze (en)           | Géorgie           | 11 mars 2021 — 10 mars 2030                                                           |
| Socorro Flores Liera               | Mexique           | 11 mars 2021 — 10 mars 2030                                                           |
| Sergio Gerardo Ugalde Godinez (en) | Costa Rica        | 11 mars 2021 — 10 mars 2030                                                           |
| Miatta Maria Samba (en)            | Sierra Leone      | 11 mars 2021 — 10 mars 2030                                                           |
| Althea Violet Alexis-Windsor (en)  | Trinité-et-Tobago | 11 mars 2021 — 10 mars 2030                                                           |
| Keebong Paek (en)                  | Corée du Sud      | 11 mars 2024 — 10 mars 2033                                                           |
| Erdenebalsuren Damdin (en)         | Mongolie          | 11 mars 2024 — 10 mars 2033                                                           |
| Iulia Motoc                        | Roumanie          | 11 mars 2024 — 10 mars 2033                                                           |
| Haykel Ben Mahfoudh (en)           | Tunisie           | 11 mars 2024 — 10 mars 2033                                                           |
| Nicolas Guillou (en)               | France            | 11 mars 2024 — 10 mars 2033                                                           |
| Beti Hohler                        | Slovénie          | 11 mars 2024 — 10 mars 2033                                                           |

### Défense
En 2016, l'Association du Barreau près la Cour Pénale Internationale est créée « dans un contexte de vives tensions avec des barreaux nationaux et associations professionnelles », ces derniers lui reprochant son absence d'indépendance.

### Accusés et victimes

#### Droits des accusés, sanctions encourues et détention

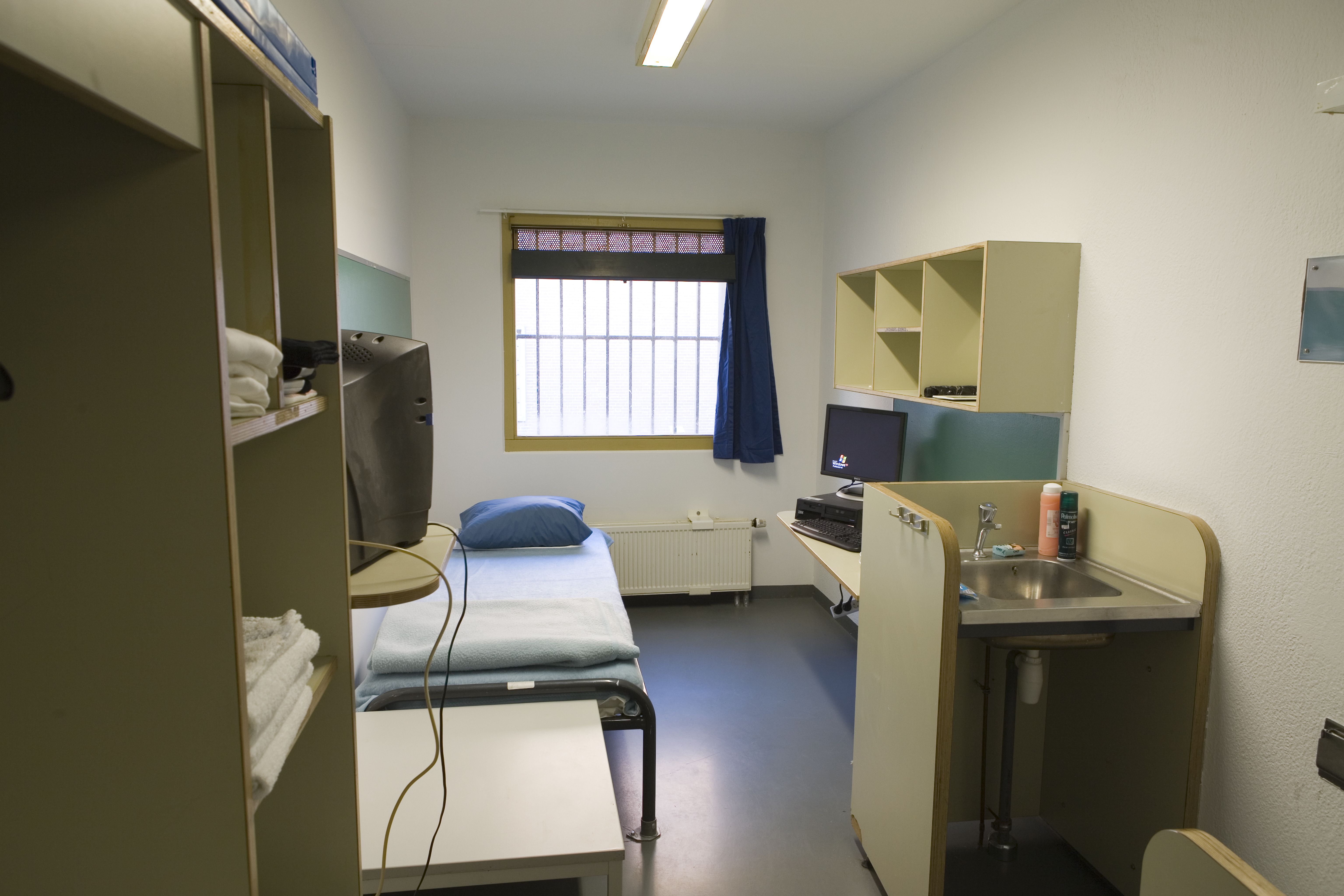
Une cellule typique du centre de détention à Schéveningue.

La présomption d'innocence s'applique pendant toute la procédure. Le Statut de Rome prévoit, en plus de ce principe cardinal, un régime complet de droits accordés aux personnes qui font l'objet de poursuites. Par exemple, « le droit d’être informé des charges qui pèsent contre elle, de disposer de temps et de services pour préparer sa défense et être jugée sans retard excessif, de choisir librement un avocat, d’interroger des témoins et de présenter des éléments de preuve, de ne pas être forcé de témoigner contre elle-même ou de se s’avouer coupable, de garder le silence, de recevoir du Procureur les éléments de preuve dont celui-ci estime qu’ils disculpent l’accusé ou tendent à atténuer sa culpabilité, d’être en mesure de suivre les procédures dans une langue qu’elle comprend parfaitement et donc de bénéficier des services d’un interprète et de traductions dans la mesure nécessaire ».
La peine de mort n'a pas été retenue comme pour les deux TPI (ex-Yougoslavie et Rwanda). La Cour peut prononcer une peine d'emprisonnement maximale de 30 ans ou un emprisonnement à perpétuité « si l'extrême gravité du crime et la situation personnelle du condamné le justifient ». Elle peut ajouter à ces peines privatives de liberté une amende ou « la confiscation des profits, biens et avoirs tirés directement ou indirectement du crime […] ».
Avant et pendant le procès, les individus sont détenus dans une aile de la prison de Schéveningue appartenant à l'État néerlandais. Le lieu peut paraître luxueux. Toutefois, la Cour est liée par le droit international des droits de l'homme et à ce titre, elle doit respecter certains standards, non sans points de divergence avec d'autres juges parfois. Les peines prononcées sont en principe accomplies dans un État désigné par la Cour conformément à liste de pays candidats. En d'autres termes, la Cour est tributaire de la coopération des États.

#### Indemnisation des victimes
Des réparations en faveur des victimes (restitution, indemnisation, réhabilitation) sont prononçables. Cette possibilité représente l'une des innovations de la CPI par rapport aux autres juridictions pénales internationales ; elle s'inscrit dans la volonté de donner une place accrue aux victimes dans la procédure pénale.

### Budget
Le budget-programme de la CPI pour 2019 est de 148 millions d'euros. À titre comparatif, il était de 53 millions d'euros pour 2004. Lors de l'AEP de 2016, onze États ont souhaité limiter le budget de l'année suivante eu égard, selon eux, à la crise économique mondiale et à certains mécanismes de fonctionnement de la Cour inefficaces. Cette initiative a été critiquée par certains puisque dans le même temps, le groupe d'États appelait la Cour à ouvrir de nouvelles enquêtes, notamment hors d'Afrique.

## Détail du contentieux

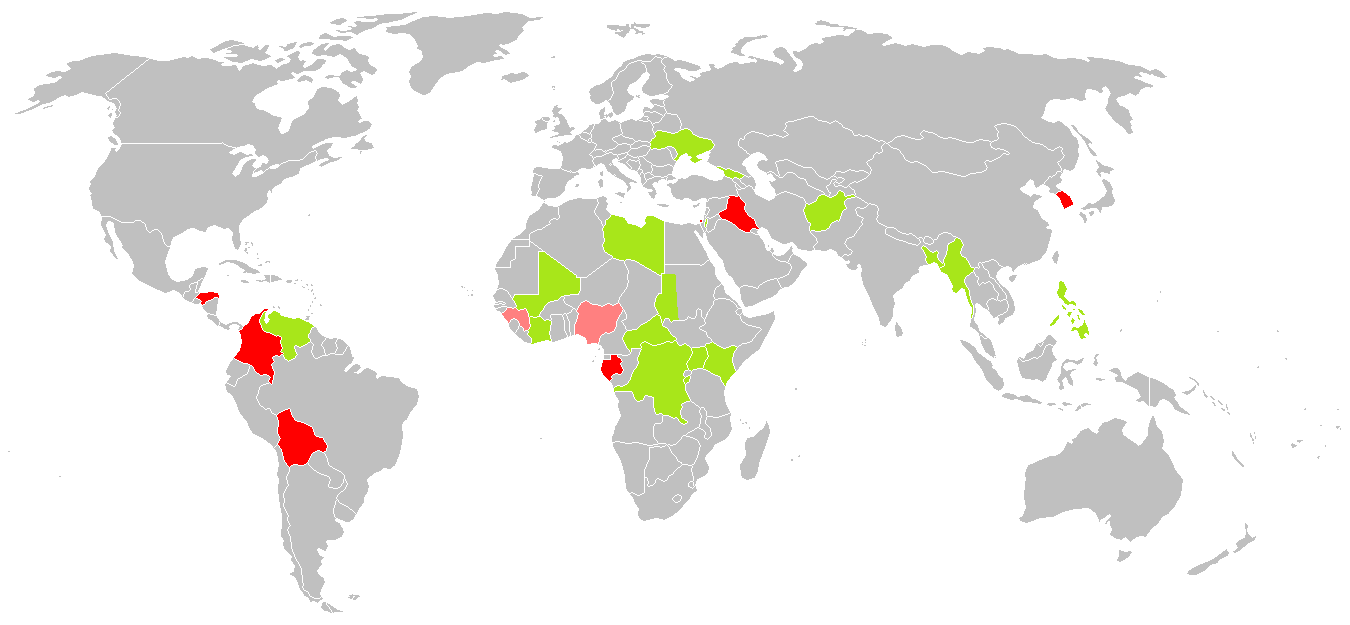
CPI - état des procédures en mars 2022
Situation sous enquête en cours
Examen préliminaire clos en attente de l'autorisation d'ouverture d'une enquête
Examen préliminaire en cours
Examen préliminaire clos sans suite

### Enquêtes et affaires en cours
| Accusés                                                                                              | Procédure                                                                        |
| --- | -------------------------------------------------------------------------------- |
| Benyamin Netanyahou - premier ministre d'Israël                                                      | Mandat d’arrêt délivré le 21 novembre 2024 - en fuite.                           |
| Yoav Gallant - ex-ministre de la Défense d'Israël                                                    | Mandat d’arrêt délivré le 21 novembre 2024 - en fuite.                           |
| Mohammed Deïf - chef de la branche militaire du Hamas, tué en juillet dans un bombardement israélien | Mandat d’arrêt délivré le 21 novembre 2024 - tué depuis, le dossier semble clos. |
| Yahya Sinwar - chefs du Hamas                                                                        | Mandat d’arrêt délivré le 21 novembre 2024 - tué depuis, le dossier semble clos. |
| Ismaël Haniyeh - chefs du Hamas                                                                      | Mandat d’arrêt délivré le 21 novembre 2024 - tué depuis, le dossier semble clos. |

| Accusés                                                                          | Procédure                                          |
| -------------------------------------------------------------------------------- | -------------------------------------------------- |
| Vladimir Poutine - président de la fédération de Russie                          | Mandat d’arrêt délivré le 17 mars 2023 - en fuite. |
| Maria Lvova-Belova - commissaire présidentielle aux droits de l’enfant en Russie | Mandat d’arrêt délivré le 17 mars 2023 - en fuite. |
| Viktor Sokolov - amiral de la flotte de la mer Noire russe                       | Mandat d’arrêt délivré le 5 mars 2024 - en fuite.  |
| Sergueï Kobylach - général d'aviation                                            | Mandat d’arrêt délivré le 5 mars 2024 - en fuite.  |

| Accusés        | Procédure |
| -------------- | --- |
| Joseph Kony    | Mandat d’arrêt délivré le 8 juillet 2005 - en fuite. |
| Vincent Otti   | Mandat d’arrêt délivré le 8 juillet 2005 - en fuite. |
| Okot Odhiambo  | Mort, affaire close le 10 septembre 2015. |
| Raska Lukwiya  | Mort, affaire close le 10 juillet 2007. |
| Dominic Ongwen | Reconnu coupable le 4 février 2021 de crimes de guerre et crimes contre l'humanité puis condamné à vingt-cinq ans d'emprisonnement le 6 mai 2021. Le verdict et la peine ont été confirmés en appel le 15 décembre 2022 |

| Accusés               | Procédure |
| --------------------- | --- |
| Callixte Mbarushimana | Charges non confirmées le 16 décembre 2011. Remis en liberté le 23 décembre 2011. |
| Thomas Lubanga        | 1er condamné de l'histoire de la CPI. Reconnu coupable le 14 mars 2012 de crime de guerre puis condamné le 10 juillet 2012 à quatorze ans d'emprisonnement ; verdict de culpabilité et peine confirmés en appel le 1er décembre 2014. Transféré le 19 décembre 2015 vers une prison de RDC et libéré le 15 mars 2020. Montant des réparations : 10 000 000 USD (15 décembre 2017) ; confirmé en appel le 18 juillet 2019.                            |
| Sylvestre Mudacumura  | Mandat d’arrêt délivré le 13 juillet 2012 - en fuite. |
| Mathieu Ngudjolo Chui | Acquitté des charges de crimes de guerre et crimes contre l'humanité le 18 décembre 2012. Libéré le 21 décembre 2012. Verdict de non culpabilité confirmé en appel le 27 février 2015. |
| Germain Katanga       | Reconnu coupable le 7 mars 2014 de crimes de guerre et de crime contre l’humanité puis condamné à douze ans d'emprisonnement le 23 mai 2014. Jugement devenu définitif à la suite du désistement d'appel. Peine réduite le 13 novembre 2015. Transféré le 19 décembre 2015 vers une prison de RDC et fin de la peine le 18 janvier 2016. Montant des réparations : 1 000 000 USD (24 mars 2017) ; confirmé pour l'essentiel en appel le 8 mars 2018. |
| Bosco Ntaganda        | Reconnu coupable le 8 juillet 2019 de crimes de guerre et de crimes contre l'humanité puis condamné à trente ans d'emprisonnement le 7 novembre 2019. confirmé en appel le 30 mars 2021. Montant des réparations : 30 000 000 USD (8 mars 2021) ; décision annulée en appel puis renvoyée le 12 septembre 2022. Transféré le 14 décembre 2022 en prison en Belgique.                                                                                 |

| Accusés | Procédure |
| --- | --- |
| Jean-Pierre Bemba Gombo                                                                                            | Reconnu coupable le 21 mars 2016 de crimes contre l'humanité et crimes de guerre puis condamné à dix-huit ans d'emprisonnement le 21 juin 2016. Acquitté en appel le 8 juin 2018 et remis en liberté le 12 juin 2018. |
| Jean-Pierre Bemba Gombo, Aimé Kilolo Musamba, Jean-Jacques Mangenda Kabongo, Fidèle Babala Wandu et Narcisse Arido | Reconnus coupables d'atteintes à l'administration de la justice le 19 octobre 2016 puis condamnés à différentes peines d'emprisonnement le 22 mars 2017 (respectivement : un an, deux ans et demi, deux ans, six mois, onze mois). Verdict et peines confirmés pour l'essentiel en appel le 8 mars 2018 - sauf pour J.-P. Bemba, A. Kilolo et J.-J. Mangenda. |

| Accusés                     | Procédure |
| --------------------------- | --- |
| Ahmed Haroun                | Mandat d’arrêt délivré le 27 avril 2007 - en fuite. |
| Ali Kosheib                 | Mandat d’arrêt délivré le 27 avril 2007 ; transféré à la Cour le 9 juin 2020. Charges confirmées le 9 juillet 2021. Procès ouvert depuis le 5 avril 2022. |
| Omar el-Béchir              | Mandats d’arrêt délivrés les 4 mars 2009 et 12 juillet 2010.                                                                                              |
| Bahar Idriss Abu Garda      | Comparution volontaire - charges non confirmées le 8 février 2010.                                                                                        |
| Abdel Rahim Mohamed Hussein | Mandat d’arrêt délivré le 1er mars 2012 - en fuite. |
| Saleh Jerbo                 | Mort, affaire close le 4 octobre 2013. |
| Abdallah Banda              | Confirmation des charges le 7 mars 2011 après comparution volontaire de l'accusé. Mandat d’arrêt délivré le 11 septembre 2014 - en fuite.                 |

| Accusés              | Procédure |
| -------------------- | --- |
| Henry Kosgey         | Charges non confirmées le 23 janvier 2012.                                                                        |
| Francis Muthaura     | Refus de confirmer les charges le 23 janvier 2012.                                                                |
| Mohammed Hussein Ali | Refus de confirmer les charges le 23 janvier 2012.                                                                |
| Walter Barasa        | Mandat d’arrêt délivré le 2 août 2013 - en fuite.                                                                 |
| William Ruto         | Ouverture du procès le 10 septembre 2013. Fin de l'affaire au vu des preuves le 5 avril 2016 - remis en liberté.  |
| Joshua Sang          | Ouverture du procès le 10 septembre 2013. Fin de l'affaire au vu des preuves le 5 avril 2016 - remis en liberté.  |
| Uhuru Kenyatta       | Abandon des charges par l'Accusation le 5 décembre 2014. Clôture de l'affaire le 13 mars 2015 - remis en liberté. |
| Paul Gicheru         | Comparution volontaire le 6 novembre 2020 après un mandat d'arrêt délivré le 10 mars 2015.                        |
| Philip Kipkoech Bett | Mandat d’arrêt délivré le 10 mars 2015 - en fuite.                                                                |

| Accusés                  | Procédure |
| ------------------------ | --- |
| Saïf al-Islam Kadhafi    | Mandat d’arrêt délivré le 27 juin 2011. Affaire déclarée recevable le 31 mai 2013 ; confirmé en appel le 21 mai 2014 - considéré comme en fuite car détenu à un endroit inconnu par les autorités libyennes. |
| Mouammar Kadhafi         | Mort, affaire close le 22 novembre 2011. |
| Al-Tuhamy Mohamed Khaled | Mort, affaire close le 7 septembre 2022. |
| Abdallah Senoussi        | Affaire déclarée irrecevable le 11 octobre 2013 en raison de l'enquête nationale menée sur les faits et de la capacité + volonté de la Libye de mener véritablement ce processus judiciaire.                 |
| Mahmoud al-Werfalli      | Mort, affaire close le 15 juin 2022. |

| Accusés           | Procédure |
| ----------------- | --- |
| Simone Gbagbo     | Mandat d’arrêt délivré le 29 février 2012. Exception d'irrecevabilité de l'affaire rejetée le 11 décembre 2014 ; confirmé en appel le 27 mai 2015. Annulation du mandat d'arrêt le 19 juillet 2021. |
| Laurent Gbagbo    | Acquitté des charges de crimes contre l'humanité le 15 janvier 2019. Mise en liberté sous conditions le 1er février 2019 ; acquittement confirmé en appel le 31 mars 2021                           |
| Charles Blé Goudé | Acquitté des charges de crimes contre l'humanité le 15 janvier 2019. Mise en liberté sous conditions le 1er février 2019 ; acquittement confirmé en appel le 31 mars 2021                           |

| Accusés                                        | Procédure |
| ---------------------------------------------- | --- |
| Ahmad al-Faqi al-Mahdi                         | Reconnu coupable de crime de guerre et condamné à neuf ans d'emprisonnement le 27 septembre 2016. Montant des réparations : 2 700 000 €. Décisions sur verdict, peine et réparations confirmées globalement en appel le 8 mars 2018. Transfert vers une prison d'Écosse le 29 août 2018. |
| Al Hassan Ag Abdoul Aziz Ag Mohamed Ag Mahmoud | Charges confirmées le 30 septembre 2019. Ouverture du procès le 14 juillet 2020. |

| Accusés                          | Procédure                                                                                      |
| -------------------------------- | ---------------------------------------------------------------------------------------------- |
| Alfred Yekatom                   | Mandat d'arrêt délivré le 11 novembre 2018. Ouverture du procès le 16 février 2021.            |
| Patrice-Edouard Ngaïssona        | Mandat d'arrêt délivré le 7 décembre 2018. Ouverture du procès le 16 février 2021.             |
| Mahamat Said Abdel Kani          | Mandat d'arrêt délivré le 7 janvier 2019. Ouverture du procès le 26 septembre 2022.            |
| Maxime Jeoffroy Eli Mokom Gawaka | Mandat d'arrêt délivré le 10 décembre 2018. Confirmation des charges fixée au 31 janvier 2023. |

### Examens préliminaires en cours
| Pays                                                                              | État en 2022                                                  |
| --------------------------------------------------------------------------------- | ------------------------------------------------------------- |
| Venezuela II crimes présumés qui seraient en cours sur le territoire vénézuélien. | Ouverture d'un examen préliminaire en février 2020 - phase 2. |

#### En attente de l'autorisation d'ouverture d'une enquête
| Pays / Nationalité | État en 2022 |
| --- | --- |
| Nigeria crimes contre l'humanité ou crimes de guerre prétendument commis dans le Delta du Niger, dans les États du centre du pays et dans le cadre du conflit armé au Nigéria entre Boko Haram et les forces de sécurité nationales. | Ouverture d’un examen préliminaire rendu public en novembre 2010. Clôture en décembre 2020 avec une base raisonnable de croire que lesdits crimes ont été commis. |

### Examens préliminaires clos

#### Sans suite
| Pays / Nationalité | État en 2022 |
| --- | --- |
| Irak / Royaume-Uni crimes de guerre prétendument commis par des ressortissants du Royaume‑Uni dans le cadre du conflit en Irak et de l'occupation ultérieure de 2003 à 2008. | Ouverture d’un examen préliminaire (date inconnue). Clôture en février 2006. Rouvert en mai 2014 sur la base de nouveaux éléments. Clôture en décembre 2020 en raison du fait qu'aucune affaire susceptible d'en découler ne serait recevable à cette date.                                                     |
| Venezuela crimes contre l'humanité qui auraient été commis contre des opposants politiques. | Ouverture d'un examen préliminaire à une date inconnue. Clôture en février 2006. |
| Corée du Sud crimes prétendument commis en mer Jaune en mars et novembre 2010. | Ouverture d’un examen préliminaire en décembre 2010. Clôture en juin 2014. |
| Honduras crimes contre l'humanité prétendument commis dans le cadre du coup d'État du 28 juin 2009 au Honduras. | Ouverture d’un examen préliminaire en novembre 2010. Clôture en octobre 2015 en raison de l'absence de base raisonnable permettant de croire que des crimes contre l'humanité - au sens du Statut de Rome - ont été commis même après le 27 janvier 2010.                                                       |
| Les navires battant pavillon comorien, grec et cambodgien (flottille pour Gaza). | Ouverture d’un examen préliminaire en mai 2013 à la suite du renvoi par les Comores. Clôture en novembre 2013. En juillet 2015 puis novembre 2018, la Ch. préliminaire ordonne au Procureur de procéder à une nouvelle révision de sa décision de ne pas enquêter ; ordre confirmé en appel en septembre 2019.  |
| Gabon crimes présumés commis depuis mai 2016, notamment dans le contexte des élections présidentielles qui se sont déroulées le 27 août 2016. | Ouverture d’un examen préliminaire en septembre 2016 à la suite du renvoi de la situation par le gouvernement gabonais. Clôture en septembre 2018 en raison de l'absence de base raisonnable permettant de croire que des crimes contre l'humanité ou un génocide - au sens du Statut de Rome - ont été commis. |
| Colombie crimes de guerre prétendument commis depuis le 1er novembre 2009 et crimes contre l'humanité prétendument commis depuis le 1er novembre 2002 en Colombie, dans le contexte du conflit armé entre et au sein des forces gouvernementales, des groupes armés paramilitaires et des groupes armés illégaux ; porte également sur l'existence et l'authenticité de procédures nationales relatives à ces crimes. | Ouverture d’un examen préliminaire en juin 2004. Clôture en octobre 2021 en raison de l'absence motifs raisonnables de penser que les affaires pouvant découler d'une enquête sur la situation en cause seraient recevable.                                                                                     |
| Bolivie crimes présumés qui auraient été commis sur le territoire bolivien en août 2020. | Ouverture d’un examen préliminaire en septembre 2020. Clôture en février 2022 en raison de l'absence de base raisonnable permettant de croire que des crimes relevant de la compétence ratione materiae de la Cour avaient été commis dans l'État plurinational de Bolivie                                      |
| Guinée crimes contre l'humanité prétendument commis dans le cadre du « massacre du 28 septembre » 2009 au stade de Conakry en Guinée. | Ouverture d’un examen préliminaire en octobre 2009. Clôture en septembre 2022 en raison de l'absence de motifs raisonnables de penser que les affaires pouvant découler d'une enquête sur la situation en cause seraient recevable.                                                                             |

### Données globales / chiffres (2020)
En 2020, on dénombre (données publiques) :
- 13 situations sous enquête en cours ;
- 10 examens préliminaires en cours ;
- 5 examens préliminaires clos ;
- 5 individus jugés définitivement pour des crimes du Statut de Rome :
  - 2 acquittés ;
  - 3 condamnés ;
- 8 individus poursuivis pour des atteintes à l'administration de la justice (5 condamnés définitivement) ;
- 7 affaires dont le procès est en cours ou programmé / délibéré en attente (1re instance et appel) ;
- 4 suspects morts ;
- 14 suspects non détenus par la Cour (dont 5 notices rouges d'Interpol[282]) ;
- 6 individus détenus par un établissement en coopération avec la Cour ou à Scheveningen.

## Crises

### Annonce de retrait d'États (2016 - 2018)
En octobre 2016, le Burundi annonce à la suite d'un vote de son Parlement qu'il se retire de la Cour, devenant ainsi le premier État à prendre une telle décision depuis l'entrée en fonction de la Cour. Les autorités justifient cette décision par la « politisation de l’action de la CPI » devenue, selon eux, « un instrument de pression sur les gouvernements des pays pauvres ou un moyen de les déstabiliser sous l’impulsion des grandes puissances », alors que l'opposition y voit une volonté d'échapper à d'éventuelles poursuites. Quelques semaines plus tard, l'Afrique du Sud et la Gambie annoncent à leur tour leur retrait de la CPI, déclenchant une crise au sein de l'institution. En décembre 2016, la Namibie déclare qu'elle conditionne son maintien dans le système de la Cour à l'adhésion  des États-Unis au traité constitutif de la CPI.
En février 2017, la Gambie annonce qu'elle demeure membre de la CPI à la suite de l'arrivée au pouvoir du nouveau président Adama Barrow. En conséquence, la procédure de retrait est arrêtée. De son côté, la Haute Cour de Pretoria rend un jugement début 2017 par lequel elle invalide la sortie de l'Afrique du Sud de la CPI pour vice de procédure, le gouvernement ayant omis de consulter le Parlement. En conséquence, le gouvernement annonce qu'il renonce – au moins provisoirement – tout en précisant qu'il réfléchira à toutes les options possibles,. Un an après la notification de retrait au dépositaire du traité, le Secrétaire général des Nations Unies, soit en octobre 2017, le Burundi est officiellement sorti du système du Statut de Rome ; ceci n'a aucune conséquence juridique sur l'examen préliminaire en cours.
Début février 2018, la CPI ouvre un examen préliminaire relatif à la « guerre contre la drogue » lancée par les Philippines, politique qui, selon un rapport de Human Rights Watch en 2017, aurait fait au moins 7 000 morts. En réaction, le président Rodrigo Duterte annonce le retrait des Philippines du système de Rome. Celui-ci est effectif le 17 mars 2019.

### «Morenogate» et ses suites (2017 - 2019)
En octobre 2017, le réseau European Investigative Collaborations publie des documents confidentiels révélant certaines pratiques discutables de l'ancien procureur Luis Moreno Ocampo, durant et après son mandat : redevenu avocat dans le secteur privé après avoir quitté la CPI, il aurait par exemple indirectement rémunéré des membres du personnel de la Cour pour que ceux-ci y fassent du lobbying en faveur de ses clients. Il est également mis en cause pour des conflits d'intérêts relatifs à la situation libyenne, éléments qu'il réfute soutenant qu'il a précisément mis en garde l'un de ses clients pour ses liens avec le maréchal Haftar,.
Face aux révélations, Fatou Bensouda annonce l'ouverture d'une enquête interne. Deux collaboratrices de la Cour, soupçonnées d'avoir été impliquées dans lesdites affaires, sont suspendues à titre conservatoire. Quelques mois plus tard, l'ONG Norwegian Helsinki Committee (en) demande que, d'une part, « des enquêtes larges et transparentes sur les violations des normes professionnelles et éthiques commises par des membres de la Cour » soient diligentées et, d'autre part, que les rôles de l'ancien Procureur et celui de son chef de cabinet de l'époque, Silvia Fernández de Gurmendi, soient précisés.
Deux ans plus tard, des experts nommés par la Cour concluent à une « organisation inefficace » du bureau du procureur ainsi qu'à l'autoritarisme de Luis Moreno Ocampo. Une absence de professionnalisme vis-à-vis des pressions exercées sur les témoins kényans, ce qui a causé en grande partie l'échec de la procédure, est aussi pointée.

### Enquêtes sur l'Afghanistan à la fin des années 2010 et début des années 2020
En avril 2019, l'une des Chambres préliminaires rejette la requête du Procureur demandant l'autorisation d'ouvrir une enquête sur l'Afghanistan sur les crimes de guerre présumés, commis notamment par l’armée américaine. Selon les juges, s'il existe « une base raisonnable permettant de considérer que des crimes relevant de la compétence de la CPI [y] auraient été commis », la procédure a cependant peu de chances d'aboutir en raison de différents facteurs dont l'instabilité du pays et le contexte politique international, y compris concernant les États non parties au Statut. Il existe ainsi un risque de créer un sentiment de « frustration », voire d'« hostilité » de la part des victimes. En conséquence, l'ouverture d'une enquête est contraire aux « intérêts de la justice »,. Cette décision s'inscrit dans un contexte de tensions grandissantes avec les États-Unis, le visa de la Procureur ayant notamment été révoqué la semaine précédente. De plus, les promesses d'enquête sur les faits allégués, par exemple par les autorités britanniques, ne sont suivies d'aucun effet depuis l'été 2018. Partant, l'examen préliminaire ouvert depuis 2006 semble constituer la seule voie judiciaire ouverte pour les exactions commises par les forces internationales (dont les forces américaines), les talibans et celles soutenant le gouvernement afghan.
Nombre d'ONG réagissent en émettant de vives critiques,. HRW évoque un « déni de justice » estimant qu'il s'agit d'« une invitation lancée aux gouvernements à entraver l’action de la CPI ». Pour Amnesty International, ceci « affaiblit davantage encore la crédibilité de cette institution » et la politique, davantage que le droit, a guidé l'action de la Cour tandis que la FIDH fustige un « abandon » des victimes.
Les universitaires s'interrogent également sur les conséquences de ce choix. D'un côté, une approche dite des « petits pas », c'est-à-dire se concentrant d'abord sur les situations à l'égard desquelles un soutien est assuré, est justifiable dans la mesure où l'institution, relativement récente, ne peut se permettre sur le long terme des échecs particulièrement coûteux quant à sa légitimité. De l'autre côté, même si l'approche « réaliste » n'est pas dénuée de fondement, l'absence de coopération est une difficulté récurrente sans pour autant qu'il y ait eu, par le passé, un refus d'autoriser une enquête comme en témoigne la Géorgie ou le Burundi. Par conséquent, cette décision illustre les propres limites de l'action de la Cour à l'égard des grandes puissances et amplifie par la même occasion les critiques portant sur le fossé les ambitions affichées et la réalité des poursuites intentées. Sur un autre terrain, il est relevé qu'en cédant finalement aux menaces américaines, les juges de la Chambre préliminaire oublient que leur rôle ne se limite pas à évaluer les chances concrètes de réussite d'une procédure et que leur crédibilité s'évalue également au regard de leur capacité à adresser des « mises en garde » en cas d'abus commis par des États puissants, dimension jusqu'ici inédite pour une juridiction pénale internationale. 
Quelques années après la prise de pouvoir des talibans en Afghanistan, une enquête est demandée également par des ONG, notamment Amnesty International, sur les persécutions et mesures discriminatoires introduites par le nouveau pouvoir vis-à-vis des personnes de sexe féminin

### Enquêtes sur des crimes de guerres au Moyen-Orient
À la suite de l'attaque du Hamas contre Israël du 7 octobre 2023 et des réactions du gouvernement israélien sur le territoire de Gaza, puis au Liban, des enquêtes de la CPI sont ouvertes à la fois contre le Hamas et contre le gouvernement israélien sur d'éventuels crimes de guerre. Un peu plus d'un an après, en novembre 2024, des mandats d’arrêt sont émis par le CPI contre les Israéliens Benyamin Netanyahou et Yoav Gallant (ministre de la Défence israélienne) et contre Mohammed Deif du Hamas, dans le cadre de cette enquête.

### Sanctions américaines de 2025
Le 6 février 2025, le président américain Donald Trump signe un décret prévoyant des sanctions contre la CPI, interdisant l'entrée aux États-Unis de ses dirigeants, employés et agents, ainsi que de leur famille proche, et gelant leurs avoirs détenus aux États-Unis. Ces sanctions sont prises en réaction aux enquêtes de la CPI sur des crimes de guerre présumés commis par des soldats américains en Afghanistan et des militaires israéliens à Gaza et est justifiée par Trump comme une réponse à des « actions illégitimes et sans fondement » qui menaceraient la sécurité nationale américaine et celle de ses alliés. Cette décision suscite l'opposition de la CPI, du Haut-Commissariat des Nations unies aux droits de l'homme, des Pays-Bas et de l'Union européenne, tandis qu'Israël et la Hongrie saluent l'initiative américaine,,.
Dans la continuité, en juin 2025, cette seconde administration de Donald Trump à la tête des États-Unis annonce des sanctions à l'encontre de quatre juges de la CPI (principales sanctions : interdiction d’entrée sur le sol américain, gel des avoirs détenus aux États-Unis).  La CPI réagit à cette décision : « Ces mesures constituent une tentative manifeste de porter atteinte à l’indépendance d’une institution judiciaire internationale qui opère sous le mandat de 125 États parties du monde entier ».

## Critiques

### Efficacité, coût et visibilité
L'efficacité de la CPI a été questionnée au vu du nombre d'individus effectivement jugés (verdict de condamnation ou d'acquittement),. En 2012, Antoine Garapon préconise « une politique de poursuite plus déterminée, des procédures simplifiées et des moyens d’action allégés ». Raphaëlle Nollez-Goldbach relève que la lenteur des procédures et la longueur des décisions s'expliquent notamment par le rythme des audiences (et la nécessité de traduction en temps réel), la complexité des affaires (crimes multiples à l'échelle d'une région voire d'un pays, nombre de témoins ou de victimes élevé) ou encore les règles juridiques afférentes aux preuves (phase procédurale pré-procès, possibilité d'appel sur de nombreuses décisions intermédiaires). Bruno Cotte, ancien juge à la Cour, témoigne pour sa part des différences de méthode, de culture juridique, voire de rythme de travail entre le personnel de la Cour auxquelles il a dû s'habituer,. Depuis les répercussions de la crise économique de 2008 en particulier, les dépenses liées aux procès sont questionnées. En 2012, Philippe Sands relève cependant l'action de la Cour s'inscrit sur le long terme et qu'il est hors de propos de « comparer le coût de la justice pénale internationale à des courses dans un supermarché ». In fine, les critiques relatives à la longueur des procédures devant la Cour font écho à celles que le TPIY et le TPIR ont pu rencontrer. En ce sens, Maître François Roux regrette que le modèle procédural accusatoire prime majoritairement dans les juridictions pénales internationales malgré quelques correctifs apportés au fil du temps.
Par ailleurs, le travail de la CPI doit s'évaluer à l'aune des difficultés relatives à la coopération internationale. En effet, la Cour, comme les autres juridictions pénales internationales, ne dispose pas de « moyens de contrainte et d'exécution ». Par conséquent, elle est dépendante de la bonne volonté des États à respecter leur obligation de coopérer pendant toute la procédure (recueil de preuves, arrestation des suspects, protection des témoins, etc.),. Cette caractéristique est aussi à prendre en compte dans le débat récurrent s'agissant de la sélectivité des poursuites connu sous l'expression des « gros et petits poissons ».
Selon un adage traditionnel, Justice must not only be done; it must also be seen to be done. Or, les procès devant les juridictions internationales sont délocalisés du lieu de commission des actes : la CPI et le TPIY se trouvent à La Haye tandis que le TPIR est situé à Arusha. C'est la raison pour laquelle le statut des victimes a progressivement été créé en droit international pénal afin que celles-ci puissent participer aux procédures. Pour répondre aux critiques, la Cour développe aussi de nombreuses actions de « sensibilisation »,.

### Impartialité, justice des «vainqueurs» et des «puissants»
L'éventuelle partialité de la juridiction a été mise en cause à l'occasion du procès du président Laurent Gbagbo, en particulier par ses soutiens. Bien qu'à la date du 15 janvier 2019 seul l'ex-président ait été jugé, les faits commis par les partisans d'Alassane Ouattara, éventuels actes constitutifs de crimes internationaux, demeurent sous enquête.
Plus largement, la justice pénale internationale fait très souvent l'objet de critiques en ce qu'elle serait une « justice des vainqueurs »,.
William Schabas établit un parallèle entre la CPI et la Cour internationale de justice en expliquant que cette dernière a été confrontée à des défis similaires sur le plan de la « crédibilité » s'agissant de faire appliquer le droit international par les États puissants, et partant de condamner leurs éventuelles violations. En ce sens, il rappelle que la décision de 1966 relative à l'occupation sud-africaine de la Namibie a provoqué nombre de déceptions et qu'il a fallu attendre l'année 1985, avec la condamnation des États-Unis liée à leur soutien aux Contras, pour que la Cour trouve son rythme de croisière. Il conclut : « Au meilleur d'elle-même, la justice internationale est capable de contraindre les Etats et les individus à se comporter conformément aux mêmes règles que celles qu'ils souhaitent tant faire appliquer à ceux qui sont petits et faibles ».

### Indépendance

#### Vis-à-des vis des organisations non gouvernementales
Les liens entre certaines ONG et le Bureau du Procureur font l'objet de critiques portant sur l'indépendance puisque ce dernier s'appuie notamment sur les rapports de Human Rights Watch pour les dossiers d'accusation. Sur ce point, la Cour a précisé dès 2008 que l'enjeu se situait autour de la valeur probante des éléments et non de leur admissibilité en indiquant tenir compte « notamment de la cohérence intrinsèque des informations et de leur concordance avec l’ensemble des preuves, considérées comme un tout, de la fiabilité de la source et de la possibilité pour la Défense de contester la source ».
En 2015, l'avocat Toby Cadman évoque « l'héritage Ocampo » en soutenant qu' « un grand nombre des ONG qui fournissent des témoins à la CPI ont reçu des subventions de la part de gouvernements européens qui financent aussi la Cour ».

#### Vis-à-vis du Conseil de sécurité
Le Conseil de sécurité peut demander à la Cour de suspendre une enquête ou des poursuites pendant douze mois en vertu d'une résolution adoptée sous le chapitre VII de la Charte des Nations unies ; la demande étant renouvelable dans les mêmes conditions. Cette disposition a constitué « l'une des clefs des négociations » à Rome, en particulier pour les États participant de façon significative aux opérations de maintien de la paix. Ceux-ci souhaitaient en effet conserver une marge de manœuvre certaine afin de limiter le risque de poursuites, de leurs propres militaires, par la Cour. Utilisée à cinq reprises, cette possibilité soulève des interrogations au regard d'une part de la sélectivité des poursuites qu'elle engendre, d'autre part du risque de confusion ainsi créé entre la mission d'un organe politique, le Conseil, et celle d'un organe judiciaire, la Cour. En outre, eu égard à la « liberté d'appréciation » laissée, le Conseil de sécurité a pu s'écarter de la lettre et de l'esprit du texte,.

### Paix et justice
Le dilemme paix-justice est consubstantiel au droit international pénal. Généralement, la mise en œuvre d'un processus judiciaire peut bloquer l'apparition d'autres mécanismes de règlement des différends. À moyen terme, il existe un risque de complexifier le retour à la paix,. En outre, de par la nature même de la Cour — permanente et à vocation universelle —, celle-ci est amenée à intervenir au cours de conflits. Or, « la justice ne peut qu’imputer un crime collectif à quelques hommes […] : on ne peut lui demander d’arrêter la guerre et donc de poursuivre une autre fin que la justice. Lorsque le juge veut empêcher la guerre, dire l’histoire ou honorer la mémoire, il cherche un autre objectif que celui de la justice au sens strict ». La question a été notamment soulevée s'agissant de la répercussion des mandats d'arrêt lancés contre Joseph Kony et quatre autres hauts gradés de la LRA sur les pourparlers de Juba (en) avec des positions antagonistes entre médiateurs et ONG,. Quelques années plus tard, d'aucuns ont soutenu que les poursuites engagées contre Uhuru Kenyatta lui ont permis de gagner des voix lors de la présidentielle de 2013 en se faisant passer pour la « victime d’un tribunal principalement financé par l’Occident ».
C'est la raison pour laquelle certains plaident en faveur des Commissions vérité et réconciliation tandis que d'autres se montrent plus réticents en relevant que ce type de mécanisme « peut générer une forme de ressentiment et d'insécurité ». Dans le même ordre d'idées, l'expérience des Gacaca au Rwanda a permis une certaine réconciliation en parallèle des poursuites menées par le TPIR bien que le fonctionnement de ces tribunaux populaires ne soit pas exempt de critiques,. Enfin, l'aide au développement traditionnelle (sécurité, économie) peut tout autant être mobilisée. Enfin, une part minoritaire adopte une position radicale vis-à-vis de la justice pénale internationale en considérant que celle-ci « tend à renforcer le pouvoir des criminels de guerre et à supprimer les incitations à la capitulation ou à une sortie négociée ».
En toute hypothèse, les mécanismes alternatifs de règlement des conflits qui pourraient par exemple inclure l'amnistie générale ne doivent pas mener à une impunité de fait difficilement acceptable pour les populations. De plus, au regard du droit international conventionnel et coutumier, il existe une obligation de réprimer et de poursuivre les crimes internationaux les plus graves.

### À l'égard des poursuites menées en Afrique
Certains États africains accusent la CPI de mener une politique judiciaire néo-colonialiste. L'un des principaux arguments au soutien de cette thèse est le suivant : pendant les premières années d'existence, les poursuites se sont concentrées sur le continent africain,. Par exemple, à l'occasion du premier mandat d'arrêt délivré contre Omar el-Bechir, Jean Ping – à l'époque président de la Commission de l'UA – a regretté « que la justice internationale ne semble appliquer les règles de la lutte contre l'impunité qu'en Afrique comme si rien ne se passait ailleurs, en Irak, à Gaza, en Colombie ou dans le Caucase ». Par la suite, le ministre gambien de l'information a accusé la Cour de passer sous silence « les crimes de guerre commis par les pays occidentaux ». Le Président namibien Hage Geingob s'est dit pour sa part favorable à la création d'une Cour de justice africaine qui remplacerait « celles imposées par des pays étrangers ».
Face à ces critiques, Fatou Bensouda a reconnu qu'il existait un « malaise » des États africains. De leurs côtés, le Sénégal, le Mali ou encore le Lesotho – tous partisans de la juridiction – ont estimé qu'elle présentait des « dysfonctionnements ». Enfin, le Président de l'AEP, Sidiki Kaba, a considéré que le retrait d'un État ou de plusieurs « constituerait un recul dans la lutte contre l'impunité » et a plaidé pour l'ouverture d'un dialogue.
Les travaux des chercheurs sont également partagés sur la question. Certains réfutent l'idée selon laquelle la CPI serait « une justice de “blancs” » en rappelant que les premières procédures ont été lancées par les États africains eux-mêmes et en considérant que la rupture proviendrait en réalité des poursuites visant des chefs d'État à l'instar d'Omar el-Bechir, Mouammar Kadhafi et Uhuru Kenyatta,. Jean-Baptiste Jeangène Vilmer propose différentes pistes pour sortir de la crise : renforcer les capacités des juridictions nationales sur le continent, créer des structures intermédiaires et mobiliser davantage la société civile. A contrario, Sara Dezalay soutient que le « biais africain » s'expliquerait notamment par la « faiblesse structurelle » de la justice pénale internationale et par la place qu'occupent les juristes occidentaux ainsi que ceux issus de l'élite africaine (par exemple, Fatou Bensouda) dans l'architecture et la pratique de l'institution.